# Compagnie de Jésus
Cet article possède un paronyme, voir Compagnies de Jéhu.
«  Jésuite » redirige ici. Pour les autres significations, voir Jésuite (homonymie).
La Compagnie de Jésus (en latin : Societas Jesu, abrégé S.J.) est une congrégation catholique masculine de prêtres réguliers, les pères jésuites, et de religieux, les frères jésuites. La Compagnie est fondée par saint Ignace de Loyola, saint François Xavier, saint Pierre Favre et les premiers compagnons en 1539. Elle est approuvée en 1540 par le pape Paul III.
Dissoute en 1773 par le pape Clément XIV, elle est rétablie en 1814 par le pape Pie VII. Au début du XXIe siècle, les Jésuites revendiquent près de 17 000 membres, ce qui constitue la congrégation masculine la plus importante au sein de l'Église catholique, où elle n'est devancée que par l'ensemble des branches franciscaines. Son supérieur général est Arturo Sosa.
Comme les autres religieux, les Jésuites professent les trois vœux de pauvreté, de chasteté et d’obéissance, mais ils prononcent également un quatrième vœu qui leur est propre, celui de l'obéissance spéciale au pape en ce qui concerne les missions. Ils obéissent à des « Constitutions » définies par Ignace de Loyola et approuvées par la première Congrégation générale, suivant lesquelles ils n'adoptent aucun habit religieux particulier mais suivent en ce domaine ce que font les prêtres séculiers. Ils ne recherchent pas les honneurs : leur histoire compte peu d'évêques et de cardinaux. Le pape François, élu en mars 2013, jésuite depuis 1956, est le premier pape issu de l’ordre religieux.
La vocation des Jésuites est de se mettre au service de l'Église catholique. Cela les a conduit à s'engager dans la Contre-Réforme post-tridentine et à orienter leurs activités vers l'évangélisation, la justice sociale et l'éducation. Ils ont rapidement formé le premier corps enseignant de la catholicité moderne. Depuis le XVIe siècle, leur ministère s'exerce notamment en Europe, en Amérique latine, en Extrême-Orient et en Inde. Jean Lacouture voit en eux les « pionniers d'une aventure humaine au sein d'un monde pris en charge dans sa totalité », hommes d'action et d'initiative, et « découvreurs de mondes, d'êtres, de civilisations différents ».

## Genèse

### Le «pèlerin absolu»

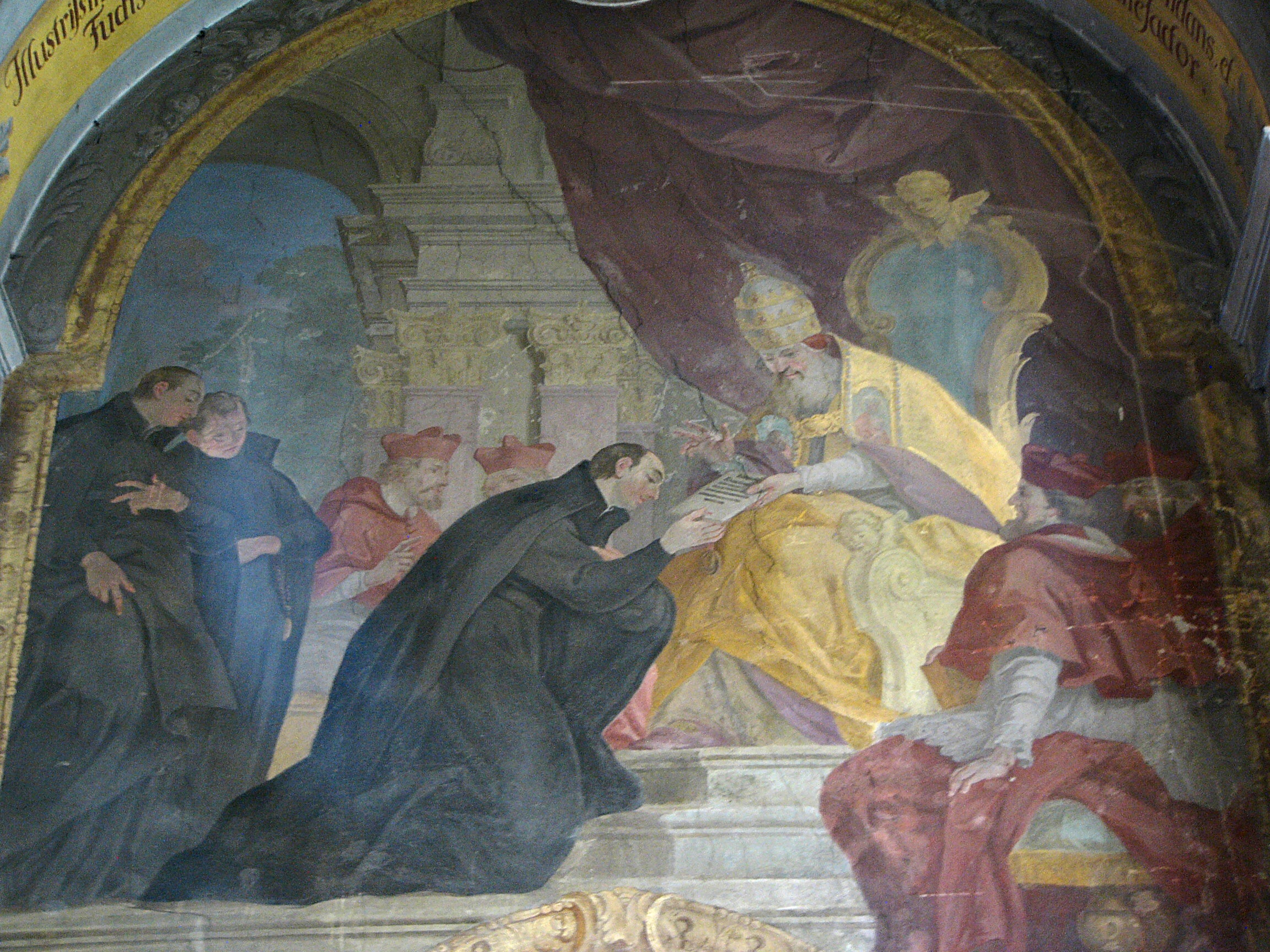
Regimini militantis Ecclesiae, fresque représentant l'approbation des statuts de la Société de Jésus.

Le créateur de la Compagnie de Jésus est Íñigo de Loyola (en français Ignace de Loyola), qui est d’origine basque. Tout commence en 1523 alors qu’Íñigo de Loyola mène une vie d'ermite, il commence à ce moment la rédaction de ce qui deviendra les Exercices spirituels. Le 2 février 1528, Loyola, le « pèlerin absolu », âgé de 37 ans, se rend à Paris pour poursuivre ses études au collège de Montaigu puis un an plus tard au collège Sainte-Barbe. C’est à ce moment qu’il rencontre des personnes avec lesquelles il commence à créer la compagnie. Selon la légende, en novembre 1537, à la chapelle de La Storta à Rome, Loyola aurait eu une vision mystique qui le confirme dans ses projets. C’est à partir de là qu’il décide de nommer son groupe la « Compagnie de Jésus ».

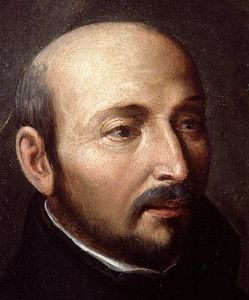
Portrait d'Ignace de Loyola par Jacopino del Conte.

Il faudra attendre 1540 pour que cette compagnie soit approuvée par le pape Paul III par une bulle pontificale, Regimini militantis Ecclesiæ (pour le gouvernement de l'Église militante) promulguée le 27 septembre 1540, et qui approuve la fondation de la Compagnie de Jésus comme ordre religieux. À cette époque la compagnie est composée d’environ soixante membres. La bulle sera complétée par celle de 1544, Injunctum nobis, qui supprime la clause de limitation à 60 du nombre de religieux profès.
Parmi les fondateurs se trouvent : Ignace de Loyola, Pierre Favre, François Xavier, Diego Lainez, Alfonso Salmeron, Nicolás Bobadilla et Simao Rodrigues. On désigne cet ordre comme une « compagnie » car au début ses membres se représentaient comme des compagnons. En 1541, Ignace de Loyola est élu comme le premier supérieur général. Selon le texte soumis par celui-ci en 1539, la Compagnie de Jésus a pour devoir de servir le Christ, l’Église mais aussi d’obéir au pape. On raconte qu’en 1544 lorsque Paul III accorde son approbation à l’institut des Ursulines, celui-ci aurait déclaré à Ignace « je vous ai donné des sœurs ».
En effet, dès le commencement se pose la question de l'admission des femmes dans la Compagnie. En 1545, à la demande de Paul III, Ignace de Loyola accepte la création d'une ramification féminine de la Compagnie. Plusieurs femmes y prononcent donc leurs vœux, puis Ignace de Loyola présente ses arguments contre cette création et obtient en 1549 une dispense du pape qui permet de délier de leurs vœux ces quelques religieuses. Une seule femme est admise dans la Compagnie, en 1555, sur la recommandation de François Borgia et avec l'accord d'une commission elle-même approuvée par Ignace de Loyola : Jeanne d'Autriche (1535-1573), princesse de Portugal (mère de Sébastien Ier, roi de Portugal), reçue sous le pseudonyme masculin de Mateo Sánchez.

### «Les amis dans le Seigneur»

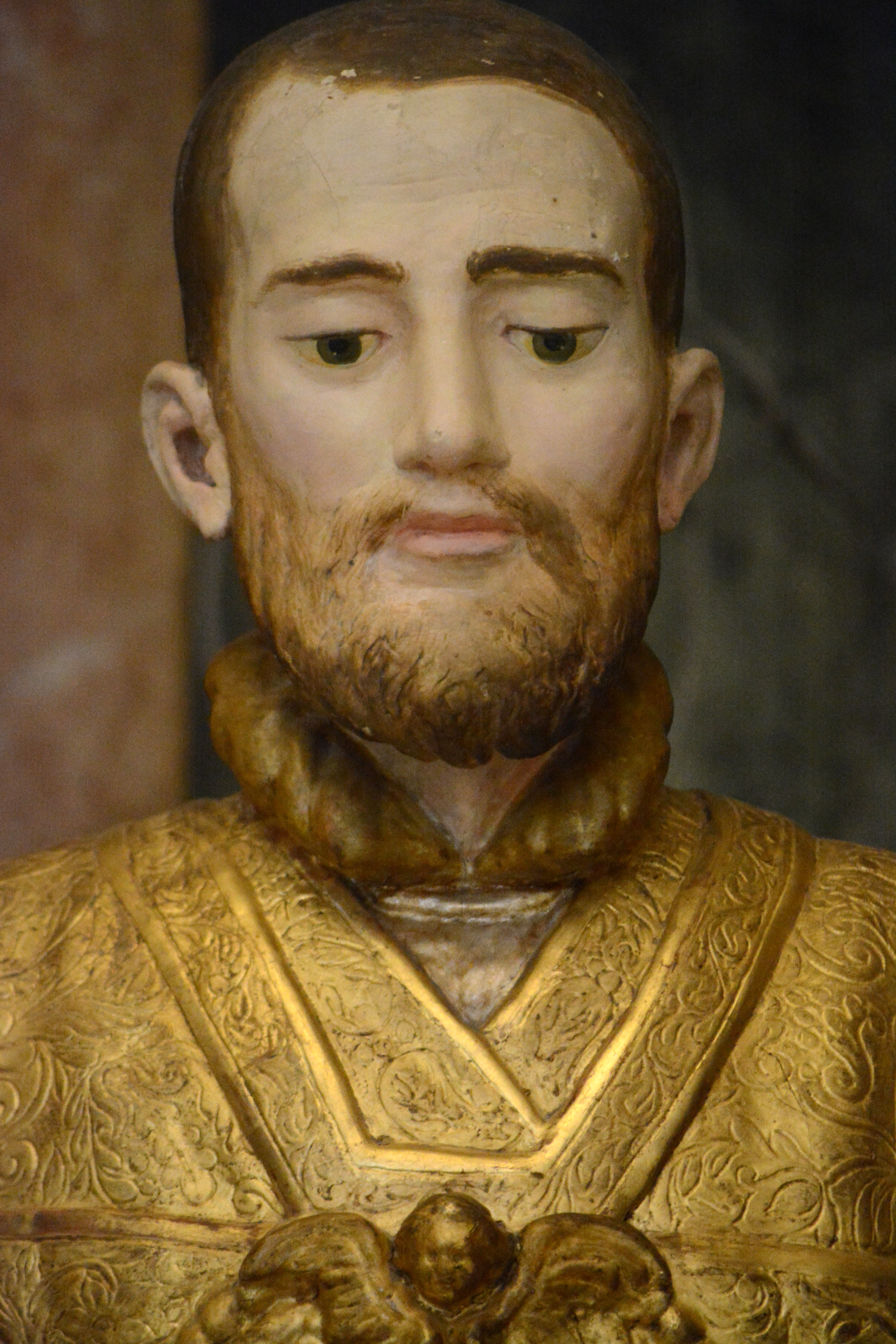
Buste-reliquaire de St-François-Xavier, cathédrale Sainte Réparate, à Nice (Alpes-Maritimes, France).

Au cours de son cursus universitaire, Inigo de Loyola fait la rencontre dans un premier temps de Pierre Favre, François Xavier, Diego Lainez, Alfonso Salmeron, Nicolás Bobadilla et Simao Rodrigues. Ces personnes qui l’entourent constituent ce qu’il appelle « les amis dans le Seigneur ». C’est à cette époque qu’Inigo va romaniser son prénom qui va devenir Ignace. Aussitôt qu’Ignace et ses compagnons ont terminé leurs études, ils vont faire vœu pendant l’été 1534 de se rendre en Terre Sainte pour convertir les fidèles. À ce moment, Ignace a 40 ans et il veut travailler « au bien des âmes ». Il entreprend alors des études de théologie à l'université de Paris, puis rassemble peu à peu autour de lui des Amigos En El Señor (« Amis dans le Seigneur ») prêts à travailler « pour une plus grande gloire de Dieu », devise qui devait s'illustrer en latin : Ad maiorem Dei gloriam ou AMDG.
Cependant, Ignace et ses compagnons ne pourront réaliser ce projet en raison des perturbations politiques. En effet, un an plus tard, le Pape organise une croisade contre les Turcs. Le 15 août de la même année, Ignace et ses compagnons font vœu de pauvreté, de chasteté et de célibat et ils souhaitent par la suite entrer dans les ordres. Ce jour du 15 août 1534 est le premier échelon qui va conduire six ans plus tard à la création de la compagnie. Quelque temps après, trois personnes vont les rejoindre : Claude Jay, Paschase Broët et Jean Codure. Ils forment un groupe de 10 personnes qui vont être ordonnées prêtres en 1537. L’idée de fonder un ordre religieux est née en 1539, du fait que leur voyage en Terre Sainte devient impossible en raison du contexte politique. Ils vont donc réfléchir pendant les mois qui vont suivre à la construction d’un nouvel ordre. En 1539, ils rédigent le formula Vivendi qui est un document dans lequel ils expliquent le rôle de leur nouvel ordre afin d’obtenir l’approbation du Saint-Siège.
Décidant de se consacrer à Dieu, de faire vœu de pauvreté, de chasteté et d'obéissance, Ignace et ses neuf compagnons partent en 1537 pour l'Italie afin d'obtenir la reconnaissance de leur ordre par le Pape Paul III, qui les autorise à être ordonnés prêtres. Il leur accorde ensuite la bulle Regimini militantis ecclesiae en 1540, qui fonde officiellement la Societas Iesu (s.j.).
Le 21 juillet 1550, le pape Jules III dans sa bulle Exposcit Debitum confirme la Compagnie.
La compagnie va se développer assez rapidement car dès 1556, on compte environ 1 000 jésuites dans le monde.

### Débuts
Ignace souhaite que cette fraternité prenne le titre de « Compagnie de Jésus » pour rappeler en permanence l'engagement militant et sans réserve au service du Christ. Dans la bulle pontificale de fondation en 1540, on utilise cependant l'expression latine « Societas Iesu ». Le terme « jésuite » n'apparaît que plus tard, vers 1545, et n'eut jamais de caractère officiel.
Lorsqu'il se réfère au groupe d’étudiants qui prononcent avec lui leurs vœux à Montmartre en 1534, Ignace de Loyola parle de ses « Amis dans le Seigneur ». Ensuite, après la fondation officielle de la Compagnie en 1540, lorsque les « Amis » commencent à circuler en Italie et ailleurs, on leur donne différents noms : On parle de « Prêtres réformés » en Italie du Nord, d’« Apôtres » au Portugal (ce qui déplait au commentateur officiel des Constitutions, Jérome Nadal, qui rappelle qu’il n’y a que douze apôtres), d’« Ignaciens » en Espagne (Ignace s’y oppose), de « Paulistes » à Goa (par association au collège Saint-Paul fondé par François Xavier)…
Dans une lettre de janvier 1545, Pierre Canisius écrit : « À Cologne, c’est par le terme de jésuites que les membres de la Compagnie sont généralement connus ». Le mot « jésuite » ne se retrouve pas dans les textes fondateurs de la Compagnie, et Ignace de Loyola ne l’emploie pas dans ses écrits. Pourtant, le terme se répand rapidement. Au concile de Trente, les procès-verbaux désignent déjà comme « jésuites » les membres de la Compagnie qui participent aux délibérations. En 1562, on cite Jacques Lainez en tant que Generalis Jesuitarum.
Une réforme de l'Église, espérée et attendue depuis des années, est rendue plus urgente encore par les succès de la réforme protestante : c'est l'objet de la convocation du concile de Trente où les jésuites prennent une part importante, puis du mouvement de la Contre-Réforme.
À ses débuts, la Compagnie s'occupe d'activités missionnaires, pastorales et intellectuelles, mais elle se tourne dès 1547 vers l'enseignement, qui devient son activité principale vers la fin du XVIe siècle. Elle ouvre un collège à Rome en 1551 alors que des jésuites se trouvent déjà au Congo, au Brésil et en Angola. L'activité éducative s'étend aussi dans l'Empire ottoman, avec notamment le lycée Saint-Benoît, établi à Constantinople (Istanbul) en 1583. La Compagnie forme ainsi rapidement le premier corps enseignant de la catholicité moderne.
À la mort d'Ignace de Loyola (1556), la Compagnie compte plus d'un millier de membres. En 1615, elle en regroupe 13 000 et en 1749, 22 500 dont 15 000 professeurs pour 649 collèges créés.

### Construction des premiers collèges
Dix ans après sa création, la Compagnie de Jésus ouvre son premier collège qui va avoir la particularité d’accueillir des élèves « laïcs ». Beaucoup d’historiens des temps modernes se sont intéressés au rôle que la Compagnie a joué dans le mouvement de la Contre-Réforme. En effet, la Compagnie a largement contribué au succès de la réforme catholique mais aussi à la naissance de l’humanisme moderne. De plus la Compagnie de Jésus a joué un rôle majeur dans la création d’un enseignement secondaire de qualité.
L’ordre des Jésuites s’intéresse à l’éducation des jeunes. D’ailleurs, avant l’autorisation du pape Paul III pour la création de la Compagnie, des jeunes se pressent déjà pour y obtenir leur admission. Dès 1549, on trouve la présence des jésuites dans une vingtaine de villes comme à Rome, Goa ou Lisbonne. Avec les conquêtes de l’Amérique, les Jésuites vont s’installer au Brésil et en Inde.
En 1551, Ignace de Loyola fonde le Collège romain, à Rome, qui va devenir en peu de temps un établissement de formation pour les Jésuites du monde entier. Il bénéficie d’une excellente réputation au sein des familles aristocratiques dont les fils ne souhaitent pas se tourner vers une vie ecclésiastique. En 1552, environ onze collèges sont construits. En 1543, Pierre Canisius entre dans la Compagnie. Ignace l’envoie à Messine, où il fonde le premier collège jésuite en Sicile.

## Les Jésuites dans le monde
Les premières missions jésuites hors d'Europe sont marquées par la mise en œuvre d'une politique d'inculturation, ce qui suscite des controverses.

### Afrique
En 1541, François Xavier en route vers l'Asie fait halte au Mozambique. Dans la seconde moitié du XVIe siècle, des jésuites arrivent en Éthiopie pour une mission œcuménique et s'installent dans le Royaume de Kongo. À Luanda, ville fondée par les Portugais, ils fondent un collège, en 1574, le collège Saint-Paul.
En 1660, le jésuite portugais Balthazar Telles publie son récit de voyage en Éthiopie, Histoire de l'Éthiopie.

### Asie

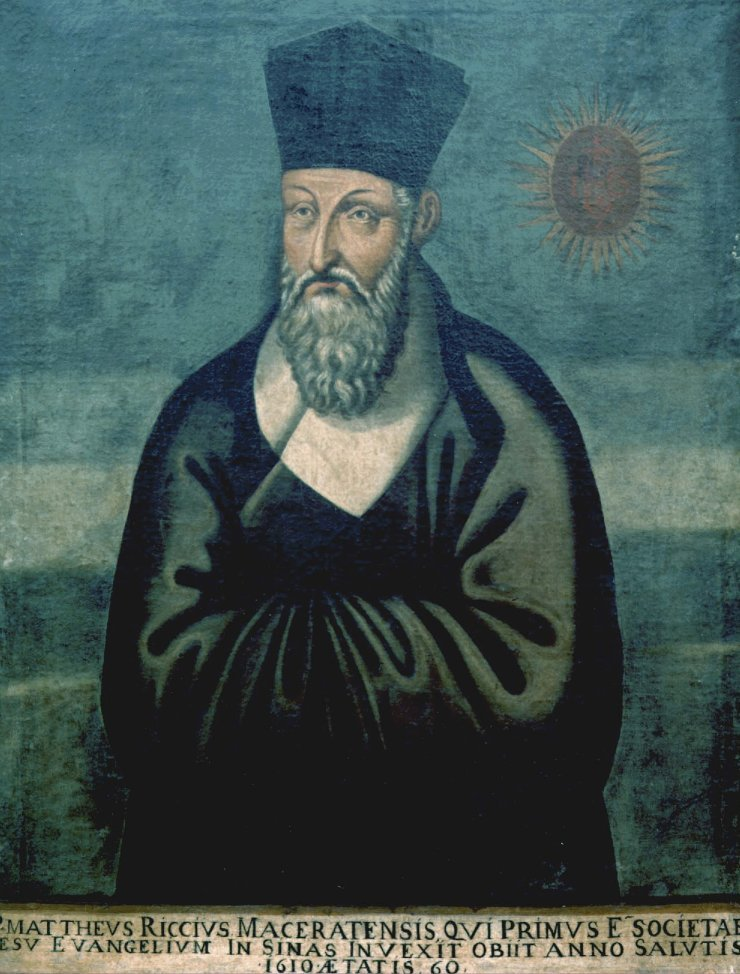
Portrait de Matteo Ricci par le frère chinois Emmanuel Pereira

Parmi les pays convoités par les jésuites se trouve la Chine où deux hommes, Michele Ruggieri et Matteo Ricci, sont envoyés. Ils pénètrent en Chine en 1583 où ils arrivent à Pékin. Les deux hommes vont parvenir à avoir les faveurs de l’Empereur.
En 1582, commence la mission jésuite en Chine. Le père Matteo Ricci ne tarde pas à être reconnu comme un pair par les mandarins, fonctionnaires lettrés chinois, et devient de fait le premier sinologue. Alexandre de Rhodes romanise l'alphabet vietnamien en 1623. Deux missionnaires jésuites, Johann Grueber et Albert Dorville, atteignent Lhassa au Tibet en 1661.
En 1594, Ricci devient mandarin. Cette mission des jésuites va porter ses fruits puisqu'en 1610, à la mort de Ricci, on compte environ 400 catholiques en Chine même si quelques années plus tard avec la situation politique du pays, les jésuites devront se cacher. François Xavier débarque à Goa dès 1542 et y fonde le premier collège de jésuites, avant de se rendre au Japon où il arrive le 27 juillet 1549. Le daïmio Ōmura Sumitada accorde aux jésuites le fief de Nagasaki en 1580, mais le Japon traverse une période d'instabilité politique et Toyotomi Hideyoshi leur retire ce fief dès 1587 avant de les expulser du pays.
À Goa, les Jésuites se lancent dans une opération de christianisation massive, visible dès la fin du XVIe siècle.

### Europe: la Contre-Réforme
Dans plusieurs régions du monde, les jésuites ont à lutter contre l'influence protestante. Très engagés dans la Contre-Réforme, ils s'opposent à la révolution copernicienne.

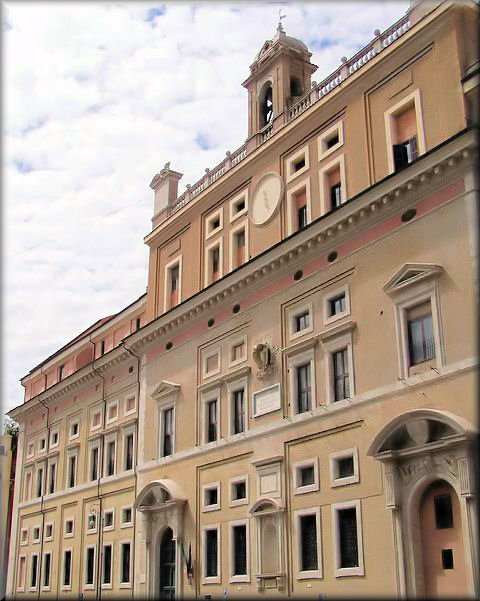
Le Collège romain (Rome).

Les savants jésuites du Collège romain suivent avec avidité les découvertes scientifiques et prétendent avoir le monopole des théories efficientes. Leurs astronomes refusent tout crédit aux théories de Copernic. Des échanges épistolaires virulents avec certains des membres du Collège — notamment Christoph Scheiner, le découvreur des taches solaires et l'astronome Orazio Grassi — finissent par aliéner la Compagnie au savant Galilée. Ce dernier chercheur, croyant sincère dont les protecteurs les plus attentifs ont été des personnalités de la haute église, féru de science, est sensible aux efforts de conciliation du cardinal jésuite Robert Bellarmin, auteur en 1616 de l’exhortation à Galilée d'« abandonner l'opinion copernicienne » mais quelques dirigeants jésuites, soucieux d'affirmer leur monopole politique de la science, provoquent le procès.
En Italie, les jésuites bénéficient d’une importante liberté due notamment à la réputation du Collège romain dans lequel enseignent des professeurs de renom comme Clavius. En Espagne, il y a un climat de tension. En effet, sous le pape Clément VIII, un conflit va éclater entre les jésuites et les dominicains à la suite de la publication de l’œuvre du jésuite Luis de Molina intitulée Accords du libre arbitre avec les dons de grâce. La publication de cette œuvre entraîne une bataille qui oppose les jésuites et les dominicains espagnols. Ce conflit dure jusqu’en 1594, lorsque l’affaire est jugée à Rome. En 1607, le Pape Paul V met fin aux hostilités en défendant aux jésuites et aux dominicains de dénoncer la doctrine des autres comme étant dangereuses. En France, les jésuites sont désignés comme des étrangers. Cette réputation est due à cause de la condamnation de 1554 par la faculté de théologie.
C'est dans les Pays-Bas espagnols (où les protestants des Provinces-Unies font sécession au cours du XVIe siècle) que les Jésuites sont les plus nombreux proportionnellement à la population. Les Jésuites peuvent prendre l'initiative de recherches savantes et historiques, ainsi Héribert Rosweyde collecte les vies de saints dans différents monastères et, malgré une période de guerre et d'incertitudes économiques, les publie avec assiduité dans la revue Fasti sanctorum dès 1607. Ces travaux reconnus dans les années 1620 inspirent les Acta Sanctorum du révérend père Jean Bolland qui, conscient de la tâche historique monumentale, a rassemblé en 1635 une véritable équipe historique au sein d'une société. Les jésuites s'intéresseront également à la création d'écoles au Pays Basque espagnol, comme Bernard Gazteluzar au Labourd.

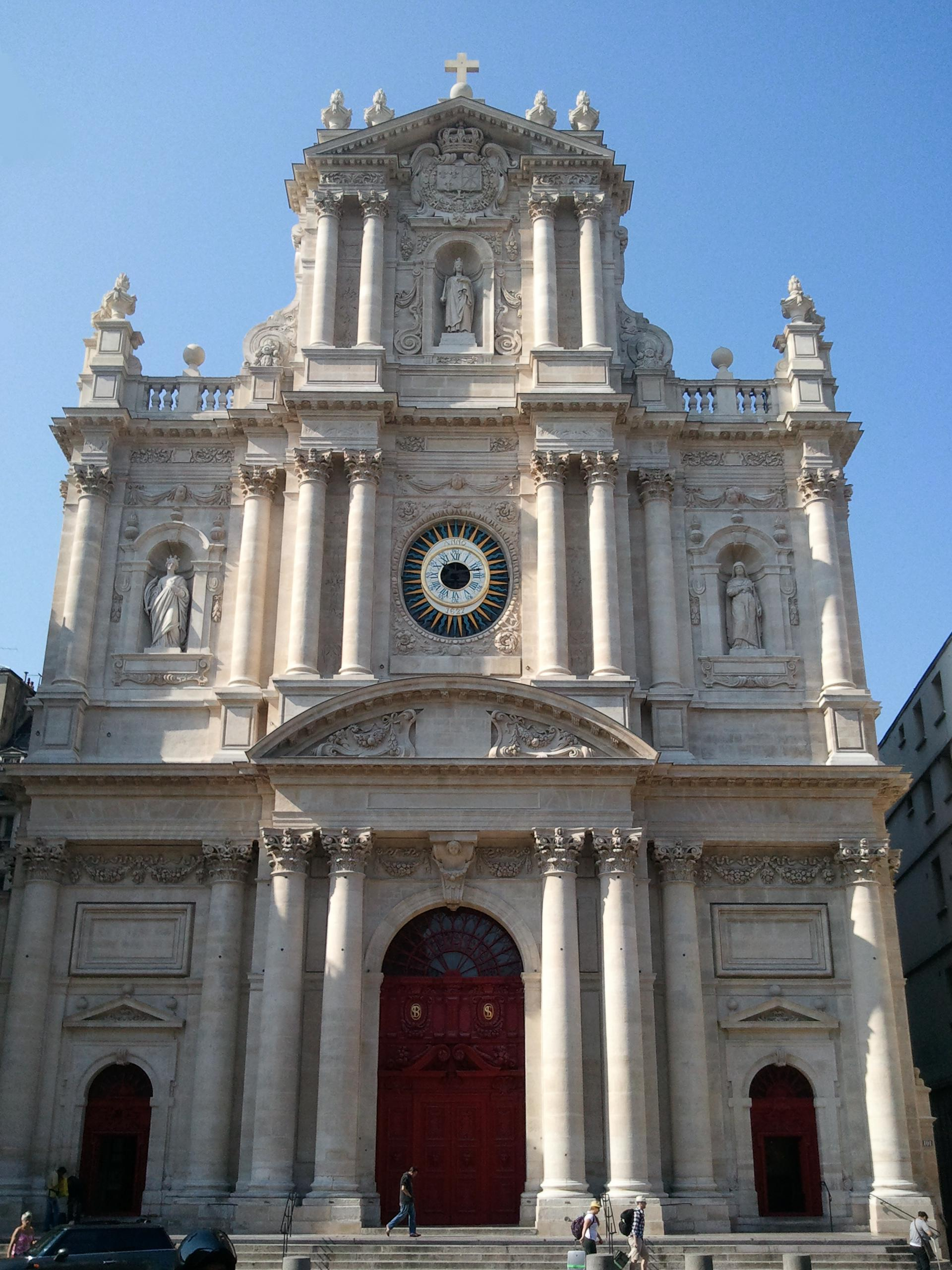
Église Saint-Paul-Saint-Louis à Paris. Marc-Antoine Charpentier y fut maître de musique

Mais la science, en particulier l'astronomie et les mathématiques, reste au centre de leur vigilance théorique. Côtoyant les meilleurs spécialistes, ils s'intéressent aussi à l'instrumentation scientifique et à l'observation. Grégoire de Saint-Vincent peut observer la comète de 1618 à Anvers, à l'aide d'un télescope et de divers « instruments dioptriques ». Son cours de mathématiques à Anvers, même après son rapide départ en 1621, est à l'origine de l'école anversoise, animée par Charles de La Faille, Jean Cierwans et André Taquet, ce dernier professeur du flamand Ferdinand Verbiest, astronome à la cour impériale de Pékin.
En 1562, leur installation est autorisée dans le royaume de France, à la suite de leur invitation au colloque de Poissy.
En 1580, les jésuites installent une maison professe à Paris, dans le quartier du Marais, qui accueille théologiens et scientifiques. Cette maison est aujourd'hui occupée par le lycée Charlemagne. On décide de construire une grande église à côté : l'église Saint-Louis (aujourd'hui Saint-Paul-Saint-Louis). En mai 1641, le cardinal de Richelieu y célèbre la première messe et la noblesse y vient écouter les sermons des prédicateurs. Madame de Sévigné assiste à toutes les messes dans cette église pour écouter les sermons du père Louis Bourdaloue. Les compositeurs français de l'époque, Marc-Antoine Charpentier et Jean-Philippe Rameau notamment, en sont les maîtres de musique.
En 1656-1657, à la demande des Jansénistes, Pascal attaque les jésuites dans Les Provinciales sur la question de la casuistique. Marc Fumaroli note à ce sujet :

« La modernité jésuite, à l'épreuve de la France, apparut à la fois choquante et démodée, et la fidélité jésuite à Aristote, à Cicéron, à saint Thomas, sembla impure et équivoque. Bien qu’ils fussent en fait, par leur encyclopédisme, les derniers tenants de l'Antiquité vivante, les jésuites passèrent pour traîtres à l'Antiquité. Bien qu'ils fussent par leur adaptation aux réalités du monde de la Renaissance, les premiers historiens, sociologues et ethnologues du catholicisme, ils furent tenus pour ses pires réactionnaires… »

Une œuvre moins bien connue des Jésuites, parce qu'assurée aussi par d'autres religieux, est celle des missions de campagne, appelées aussi « missions intérieures ». Dans la plupart des pays d'Europe, des prédicateurs itinérants de la Compagnie se déplaçaient dans les villages et hameaux isolés pour y prêcher, catéchiser et donner les sacrements dans le sens du concile de Trente. Pour prolonger les effets de la mission, ils s'appuyaient sur le clergé diocésain, fondaient des confréries ou des "maisons de retraite", appelés aussi « centres spirituels jésuites » particulièrement en France, au départ de la Bretagne. Les noms les plus connus de missionnaires ruraux en France sont Julien Maunoir (1606-1683) et Jean-François Régis (1597-1640). Les missions paroissiales ont connu leur apogée au milieu et à la fin du XVIIe siècle, mais elles subsistaient jusqu'à la fin de l'Ancien Régime et furent reprises au XIXe siècle jusqu'au moment du concile Vatican II (1962-65)

#### Expulsion des jésuites
Les jésuites sont expulsés de France en 1764 et d'autres  pays  européens au cours de cette période. L'ordre est supprimé  par le pape en 1774.

### Missions d'Amérique

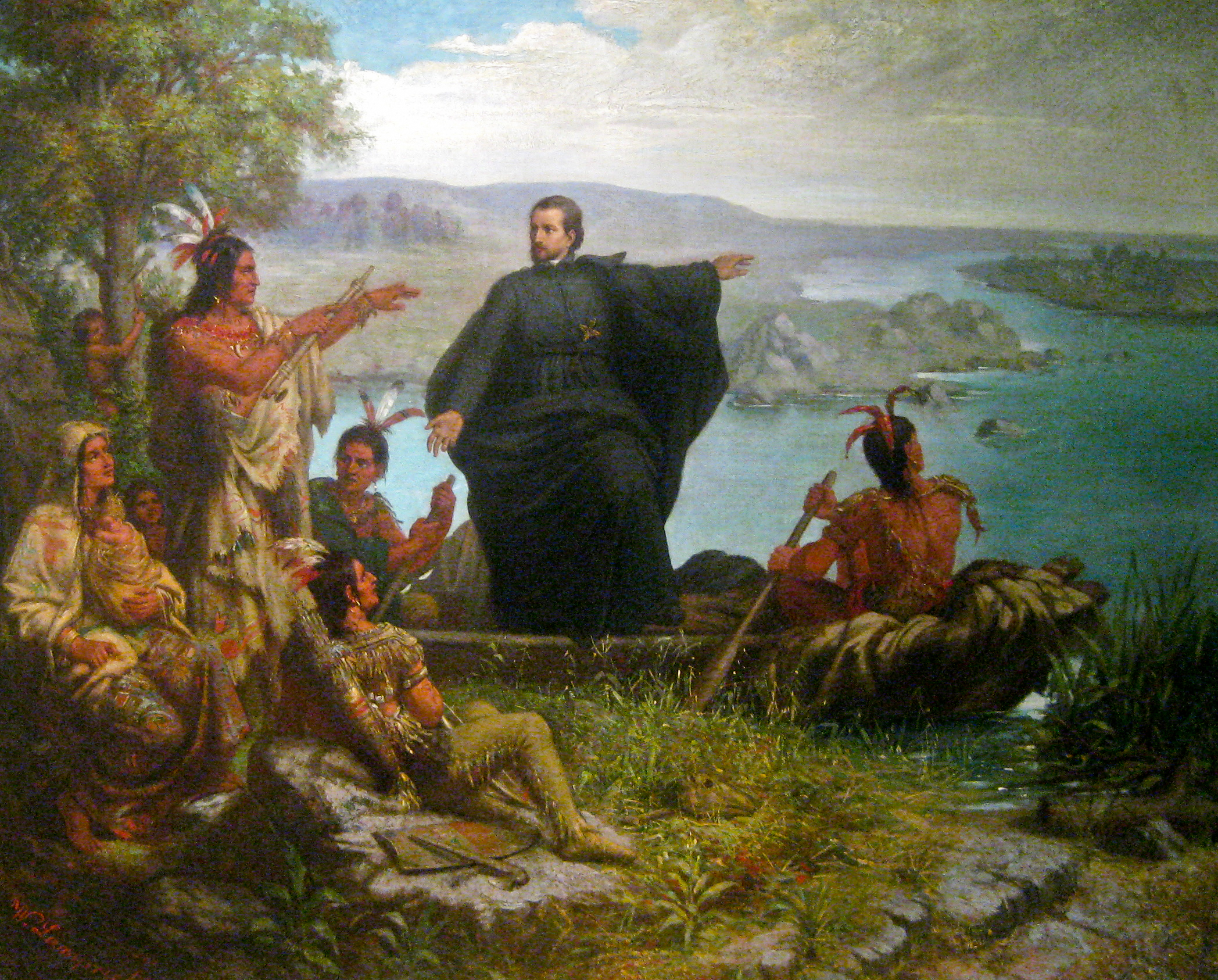
Le père Marquette et les Amérindiens en Nouvelle-France.

Les premiers jésuites qu'Ignacio envoya en Amérique furent l'Espagnol José de Anchieta et le Portugais Manuel da Nóbrega. Ceux-ci ont été envoyés au Brésil. Au XVIe siècle, les populations indigènes sont exploitées par le système colonial dit d'encomiendas. Ce système permet aux colons de disposer de la main-d’œuvre pour l'exploitation de leurs domaines. Les controverses de Valladolid sont le débat qui oppose essentiellement le dominicain Bartolomé de las Casas et le théologien Juan Ginés de Sepúlveda en deux séances d'un mois chacune (l'une en 1550 et l'autre en 1551) au collège San Gregorio de Valladolid. Elles reconnaissent le principe d'égalité des droits et des devoirs de tous les hommes et leur vocation à la liberté. La culture des Indiens commence alors à être reconnue. Ils peuvent commencer à être instruits et catéchisés.

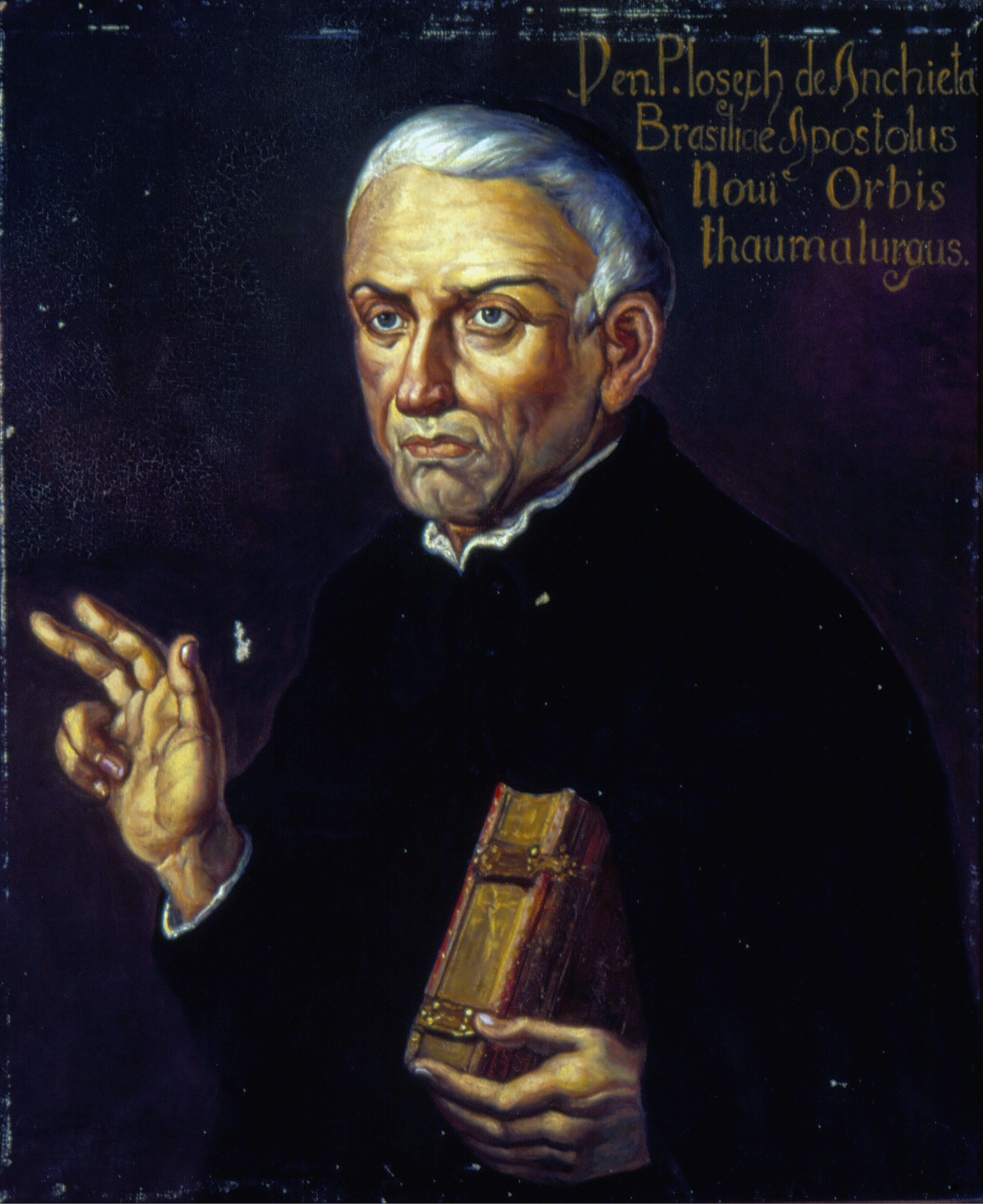
Le missionnaire espagnol José de Anchieta est, avec da Manuel da Nóbrega, le premier jésuite qu'Ignacio de Loyola envoie en Amérique.

Malgré cela, certains colons continuent d'abuser des Indiens, les réduisant à l'état de serfs. En réaction, les ordres religieux développent une nouvelle manière d'évangéliser les Indiens : maîtrise et promotion des langues indigènes, étude et préservation des coutumes locales, mise en place d'une organisation sociale et progrès économique des communautés autochtones. Regroupant les Indiens autour de leurs monastères, ils les protègent des excès de l'encomienda, et les sédentarisent.
Dès leur arrivée au Pérou, en 1566, les jésuites s'inscrivent dans cette manière de faire. Ils développent le système des « Réductions ». Ce mot fait référence à la tentative de regrouper (reducere en latin) dans un même lieu une population indigène et de les sédentariser.
Les jésuites créent des missions pour les Indiens Mojos (ou Moxos), Chiquitos et Guaranis. En misant sur le respect de toutes les dispositions protectrices des Indiens dans la législation espagnole, ils obtiennent le soutien des fonctionnaires espagnols.
Les jésuites s'installent au Mexique en 1572.
Ils s'installent  à Québec en 1625 et parcourent, tel le père Jacques Marquette, le vaste territoire de la Nouvelle-France et du Canada jusqu'aux Grands Lacs et le fleuve Mississippi. Entre 1634 et 1760, ils établissent une série de missions jésuites en Nouvelle-France dans le but de répandre la religion chrétienne parmi les Amérindiens locaux, ainsi que pour maintenir la paix entre les nations autochtones.

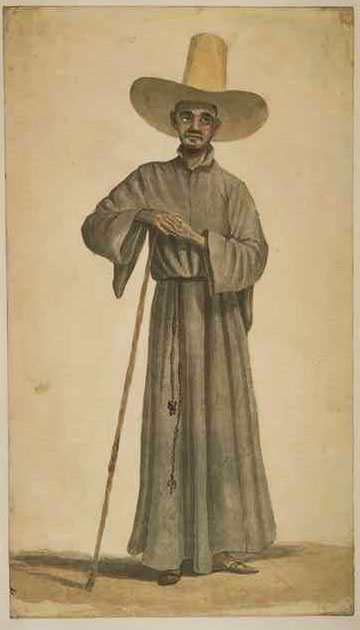
Père jésuite au Brésil au XVIIIe siècle.

Ils participent également aux missions espagnoles de Californie.

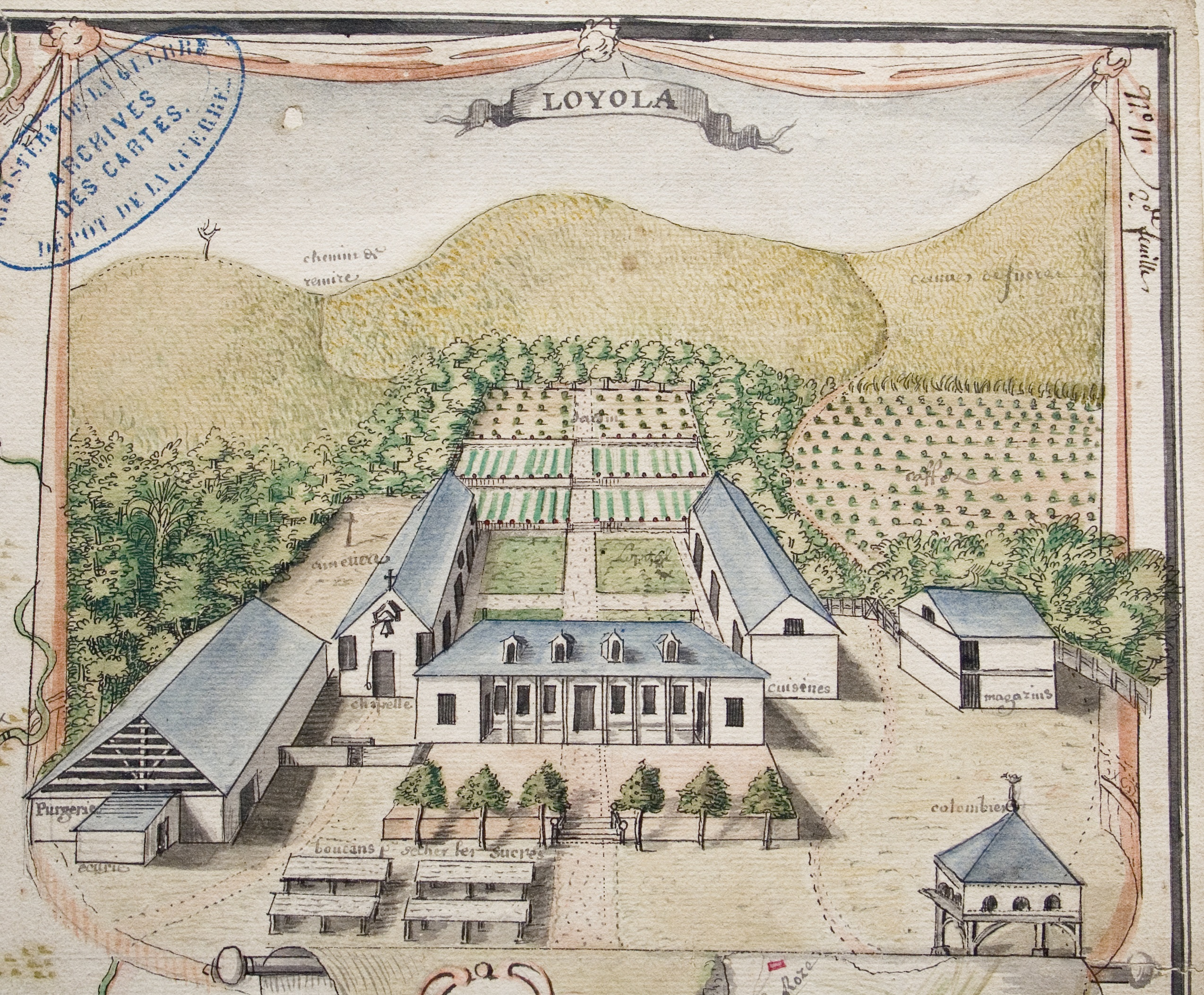
L'habitation Loyola en 1730, plantation fondée par les jésuites en 1668.

En Amérique du Sud, particulièrement au Brésil et au Paraguay, la mission jésuite suscite la réprobation des colons espagnols et portugais puisqu'elle s'oppose au système esclavagiste des encomiendas. Dans les colonies françaises en revanche, les jésuites vont eux-mêmes devenir planteurs esclavagistes afin de financer leur projet d'évangélisation. Parmi leurs plantations les plus importantes, on trouve celles de Loyola et de Saint-Régis en Guyane, ou encore celle de Bisdary en Guadeloupe.
En 1592, une rébellion éclate en Équateur, appelée « Révolution des alcabalas », en opposition à l'impôt du même nom décrété par la couronne d'Espagne. Cette révolution se résout après une médiation des jésuites. Elle est parfois vue comme le premier témoignage de l'émergence des Espagnols nés dans la colonie (les créoles) qui entrevoient déjà la possibilité de l'indépendance. Celle-ci ne se concrétisera que plus de deux siècles plus tard.
Les jésuites créent des réductions, centres dans lesquels les indigènes sont alphabétisés et christianisés, et par là soustraits aux planteurs. La première est créée dès 1609 chez les Indiens guaranis. On doit aussi aux jésuites la fondation de plusieurs villes, dont São Paulo en 1554.
La mission jésuite établie aux Caraïbes et dominant notamment la colonie française de Saint-Domingue, malmène les Juifs qui y vivent et y commercent depuis le XVIIe siècle, en tentant par tout moyen de nuire à leur installation et leur prospérité. En 1681, à la Martinique, ils soumettent même un « Mémoire contre les Juifs » et dénoncent les Juifs convertis de force qui judaïsent en secret.
Mais les tensions entre les deux systèmes (encomiendas et réductions) et les rivalités entre l'Espagne et le Portugal, sur fond de disgrâce de la Compagnie de Jésus en Europe, font disparaître ces entreprises. La Compagnie doit faire face à de violentes persécutions dues à sa nouveauté, à son soutien inconditionnel au Pape, à l'efficacité de son organisation centralisée et à ses positions théologiques. Bien qu'elle soit influente auprès des souverains d'Europe et de la haute noblesse, que ses plus hauts dignitaires confessent, les intérêts économiques des colons finissent par l'emporter : l'ordre est dissous sur les terres espagnoles et portugaises en 1767. Les jésuites sont obligés de quitter les missions vers 1767. Les réductions sont alors détruites sauf dans les missions de Chiquitos et Mojos. Cependant le clergé diocésain ne réussit pas à en perpétuer l'esprit. Les missions connaissent alors un déclin progressif. Le film Mission a popularisé l'histoire de la fin brutale et tragique des réductions jésuites.

### Mission en Australie
Les catholiques en Australie, au XIXe siècle, sont en grande partie issus d'une minorité appauvrie, souvent descendue des bagnards et réfugiés irlandais. Deux jésuites autrichiens arrivent à Adelaïde en 1848 et trois groupes de jésuites travaillent en Australie coloniale : des Autrichiens dans l'Australie-Méridionale et plus tard une mission indigène dans le nord ; et des Irlandais dans les colonies orientales. En 1901, les trois groupes fusionnent pour former la mission australienne. Les jésuites autrichiens établissent une école et une vigne à Sevenhill en Australie-Méridionale, et entreprennent des voyages extraordinaires à travers l'Outback pour visiter les fidèles. Ils appuient la bienheureuse Mary MacKillop quand elle est à tort excommuniée et coopèrent avec ses sœurs de Saint-Joseph du Sacré-Cœur (les Joséphites). Ils développent le système des « réductions » parmi les Aborigènes en Territoire du Nord, mais sans grande réussite.
Les jésuites fondent plusieurs écoles pour instruire les catholiques des colonies britanniques. Le lycée de Saint Xavier's College, Melbourne a été fondé ; et Saint Aloysius College, Milsons Point et Saint Ignatius College, Riverview à Sydney. Les lycées de Saint Ignatius College Athlestone (Adelaïde) et de Loyola College, Mount Druitt (Sydney) sont construits pendant le XXe siècle.

## Gouvernement

### Constitutions

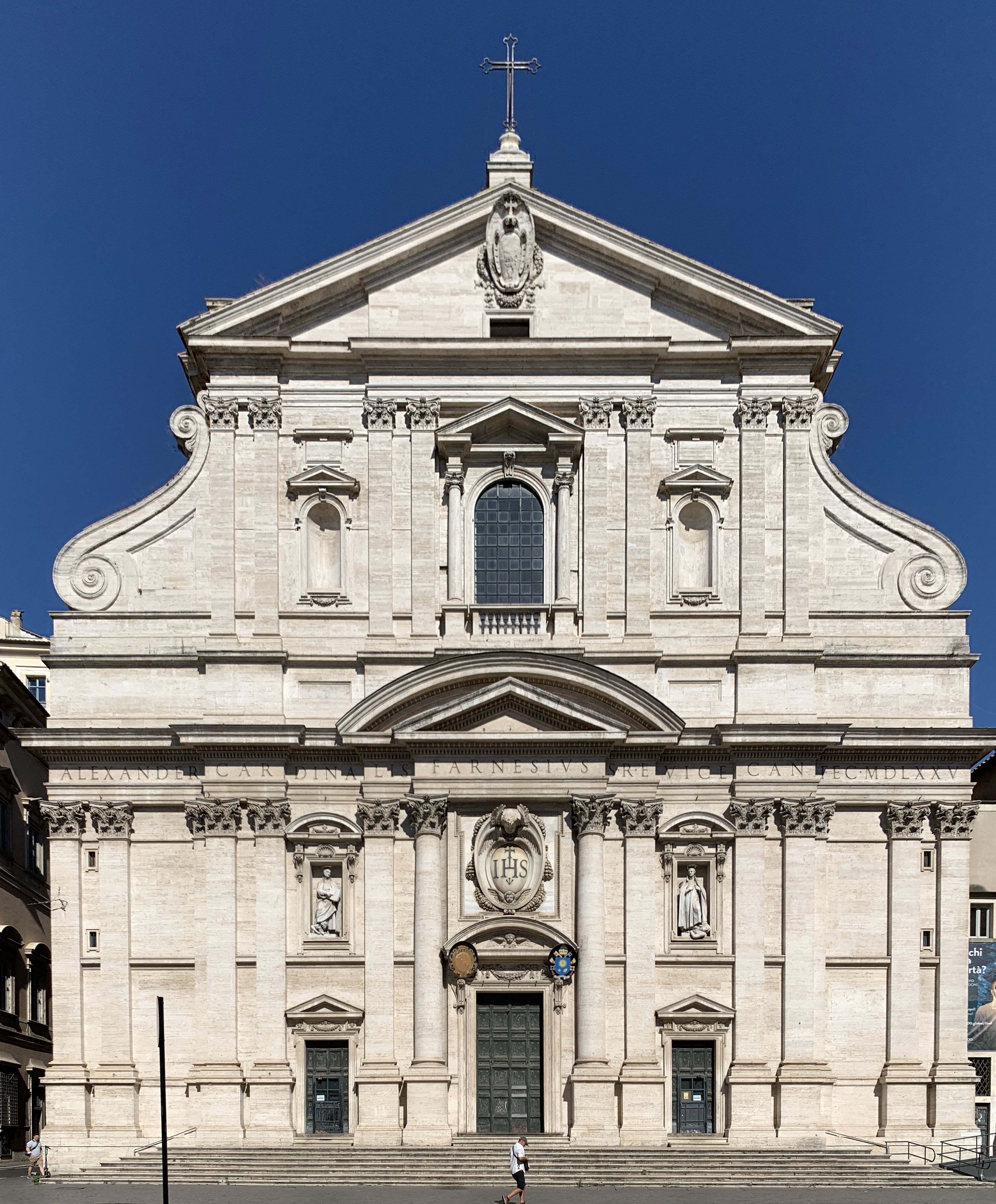
L'église du Gesù à Rome.

La Compagnie de Jésus est organisée selon les Constitutions préparées par Ignace de Loyola à partir de 1541 et promulguées par la première congrégation générale, en 1558. Elles n'ont pas changé jusqu'en 1965.
Elle est dirigée par un Praepositus Generalis, c'est-à-dire un supérieur général, communément appelé « père général » ou « général », qui est élu jusqu'à sa mort. Il est confirmé par le pape et dispose d'une autorité absolue sur la Compagnie : il nomme les provinciaux (chargés des régions), les « préposés aux maisons professes », les « recteurs des collèges et séminaires ». Sous ses ordres se trouvent des « assistants » dont les tâches sont réparties par zones géographiques ou par ministère (par exemple l'enseignement) et qui forment le conseil consultatif auprès du « général ». Les jésuites dépendent de leur supérieur provincial et non de l'évêque ordinaire.
Un vicaire général assisté d’un secrétaire de la Compagnie s'occupe de l'administration quotidienne de la Compagnie. L'« admoniteur » du supérieur général a un rôle privé et confidentiel. Il ne participe pas au gouvernement de la Compagnie.
La Compagnie est divisée en « provinces » géographiques, chacune sous les ordres d'un supérieur provincial qui est choisi par le « général » et a autorité sur tous les jésuites et les ministères de sa zone. Il est assisté d'un socius, équivalent d'un secrétaire général chargé de l'administration. Chaque communauté est gouvernée par un recteur assisté d'un « ministre » (le mot latin signifie « serviteur »).
Le pouvoir du « supérieur général » n'est pas sans contrôle : au-dessus de lui la « congrégation générale » contrôle son administration et peut le révoquer si nécessaire. La congrégation générale réunit tous les « assistants », les supérieurs provinciaux et les représentants élus par les profès. Elle se réunit irrégulièrement, le plus souvent pour élire un nouveau supérieur général ou pour résoudre des problèmes majeurs concernant la Compagnie. Elle a aussi pour fonction d'édicter une législation de l'Ordre. La curie générale de la Compagnie est située à Rome au Borgo Santo Spirito 4.

Les jésuites sont supposés ne pas se distinguer par un habit différent de celui des séculiers, ni rechercher les honneurs : aux termes des Constitutions, ils promettent « de ne rien faire pour obtenir une prélature ou dignité en dehors de la Compagnie, et de ne pas consentir à ce que leur personne soit choisie pour une telle charge, autant qu’il dépendra d’eux, à moins d’y être contraints par l’obéissance envers qui peut leur commander sous peine de péché ». Leur histoire compte ainsi peu d'évêques ou cardinaux et le pape François, élu en mars 2013, jésuite depuis 1956, est le premier pape issu de cet ordre religieux.

### Caractéristiques

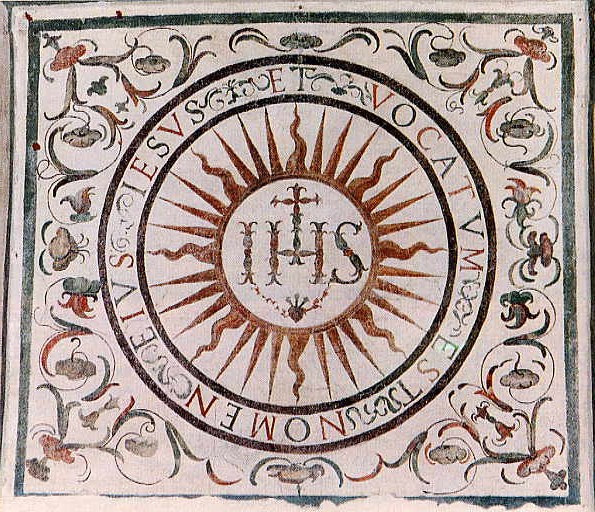
L'une des premières versions du christogramme : monogramme IHS surmonté d’une croix et coiffant un cœur transpercé par trois clous symboles de la crucifixion puis dans les versions ultérieures seulement par les trois clous considérés comme l’expression des vœux de pauvreté, chasteté et obéissance.

Le sceau de la Compagnie, ou christogramme, IHS, représente les trois premières lettres de IHΣOYΣ (Iêsous), « Jésus » en grec.
La devise de la Compagnie, « Ad majorem Dei gloriam » (« Pour une plus grande gloire de Dieu »), rend compte de la diversité des tâches des jésuites. Outre l'enseignement, qui s'étend à tous les niveaux, ils pratiquent la prédication, sont missionnaires, directeurs de conscience, enseignent la théologie, effectuent des recherches scientifiques, etc.
La spiritualité de la Compagnie repose sur les Exercices spirituels composés par Ignace de Loyola et se caractérise par une obéissance stricte, au pape en particulier, et un grand zèle apostolique.
Les jésuites se distinguent par leur formation intellectuelle. Alors que les autres ordres ne réclament qu'un an de noviciat avant la profession solennelle, le futur jésuite doit d'abord subir une probation de deux années, au bout desquelles il émet les premiers vœux qui constituent le premier degré, celui des « scolastiques » pour ceux qui se destinent à la prêtrise, celui des « coadjuteurs temporels approuvés » pour ceux qui seront employés aux offices domestiques.
Il doit ensuite consacrer trois ans à l'étude de la philosophie et des sciences, puis pendant deux ans, il exerce une activité apostolique (souvent professorat), et quatre à cinq années encore à étudier la théologie, qui le mènent vers le sacerdoce. Après quelques années d'activités apostoliques, chaque jésuite effectue une dernière année de formation spirituelle (appelé le « Troisième an ») et fait sa profession religieuse définitive : aux vœux de pauvreté, chasteté et obéissance s'ajoute alors, pour certains, un vœu d'obéissance spéciale au pape « en ce qui concerne les missions ».

### Suppression
En 1614, un jésuite polonais, chassé de sa congrégation, publie pour se venger le livret Monita secreta societatis Jesu, un faux livre d'instructions aux jésuites sur la manière de se comporter pour augmenter le pouvoir et les richesses de la Compagnie. Ce mythe imprègne les esprits, et notamment les esprits libéraux des XVIIIe et XIXe siècles.
En 1704 et 1742, à la suite de la Querelle des rites, le Pape interdit les prétendus « rites chinois », des rites que les missionnaires jésuites tolèrent en Chine parce qu'ils les estiment relever davantage de croyances sociales et familiales que véritablement religieuses.

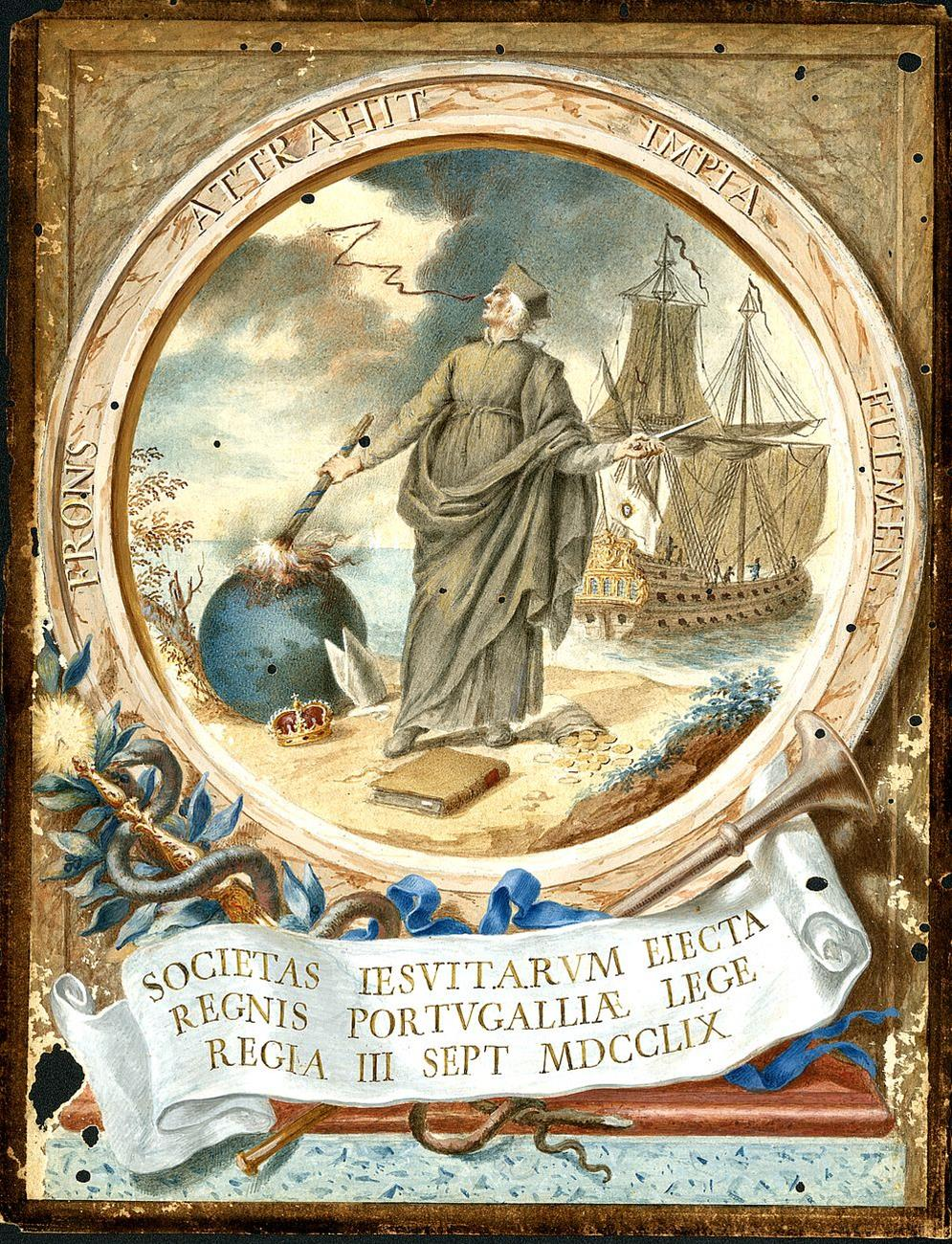
Allégorie de l'expulsion des Jésuites du Portugal, v. 1759.

En France, les jésuites subissent les attaques des jansénistes, gallicans et parlementaires, puis des philosophes de l’Encyclopédie auxquels ils répondent avec leur Journal de Trévoux et leur Dictionnaire de Trévoux. L’« affaire Lavalette » (scandale financier à la suite de la banqueroute du jésuite Antoine Lavalette) constitue une bonne occasion pour Louis XV d'interdire par décision royale la Compagnie et de la bannir de France en 1763-64, ses deux cents collèges étant alors fermés. Déjà chassés du Portugal en 1759, ils le sont encore d'Espagne en 1767 et du duché de Parme et Plaisance en 1768. Cependant, le roi Stanislas, avant 1766, les accueille dans son duché de Lorraine, resté théoriquement indépendant du royaume de France.
L'opposition des cours européennes est si forte que le pape Clément XIV en vient, le 21 juillet 1773, à supprimer la Compagnie de Jésus partout dans le monde ; c'est le bref Dominus ac Redemptor. En Russie, la tsarine orthodoxe Catherine II interdit la promulgation de la bulle papale, et en Prusse le roi protestant Frédéric II fait de même, heureux de marquer sa désapprobation au Pape, tout en profitant de l'aubaine que constituent tous ces savants et ces professeurs pour organiser l'enseignement et la recherche dans ses États.
La bulle débute par la clause ad perpetuam rei memoriam et on peut y lire : « Il est à peu près impossible que, la société des jésuites subsistant, l'Église puisse jouir d'une paix véritable et permanente ».
Lorsque la Compagnie fut dissoute en 1773, il y avait 23 000 jésuites dans le monde, répartis dans 39 provinces. La Compagnie avait alors 800 résidences, 700 collèges (avec une équipe enseignante de 15 000 personnes) et 300 missions.

## Époque contemporaine

### Restauration
En 1814, la Compagnie est rétablie par le pape Pie VII, mais les attaques continuent tout au long du XIXe siècle :
- en France, les jésuites (ils sont en 1878, au nombre de 1 514 répartis sur 46 établissements et 1 085 jésuites en 1861)[42] sont bannis à nouveau en 1880, puis en 1901 avec les autres congrégations. À la suite des décrets de Jules Ferry interdisant aux congrégations religieuses d'enseigner dans le pays[43], les Jésuites commencent à émigrer dès 1880 à Jersey : « Ils rachètent d'abord un hôtel sur la colline de Saint-Hélier dont ils font un scolasticat (La Maison Saint-Louis) qui accueillera 3 000 séminaristes comme les pères Pierre Teilhard de Chardin ou Henri de Lubac jusqu'en 1954. […] Le père Marc Antoine de Chevrens, un Suisse arrivé de Chine, fait ériger en 1893 un observatoire pour étudier la force des vents ». Du fait de son équipement moderne pour l'époque, le site devient une installation de référence et sera convoité — sans succès — par les Allemands durant la Seconde Guerre mondiale ;
- en Suisse, c'est seulement en 1973 que fut abrogée l'interdiction constitutionnelle de l'activité des jésuites. Cette interdiction, qui remontait à 1848, était le résultat de la guerre du Sonderbund, au début de la Suisse moderne. Avec le Kulturkampf pour toile de fond, le bannissement des jésuites avait été confirmé par les articles d'exception, lors de la révision constitutionnelle de 1874 ;
- la Norvège est restée interdite aux jésuites jusqu'en 1956 ;
- le Claim of Rights Act, voté par le Parlement d'Écosse en 1689 et encore en vigueur aujourd'hui, dispose que « les érections d'écoles et de collèges pour les jésuites, les chapelles et les églises allant contre le protestantisme et célébrant la messe publique, sont contraires au Droit »[44].

Ces bannissements n'empêchèrent pas la Compagnie d'investir de nouveaux champs. Les missions reprirent en Amérique du Nord ou à Madagascar. Les jésuites y fondèrent des universités au cours du XIXe siècle.

### Au lendemain de la Seconde Guerre mondiale
Neuf prêtres jésuites, dont cinq Français, font partie des Justes parmi les nations. Maurice Schumann déclara à la BBC au sujet de Pierre Chaillet : « Vous avez été notre 18 Juin spirituel ! »
Des revues intellectuelles sont lancées comme Études (1856) et son supplément Recherches de science religieuse (1910), Projet (fondée en 1908 sous le nom de Revue de l’Action populaire), et la revue Jésuites de France en France, Relations au Québec, la Civiltà Cattolica en Italie, Geist und Leben en Allemagne et Choisir en Suisse.
L'ordre est espionné : le communiste Alighiero Tondi, infiltré en 1937 à la demande du Parti communiste italien, donna des informations à l'Union soviétique jusqu'à sa découverte en 1952.

Après la Seconde Guerre mondiale, les Jésuites s'investissent en Amérique latine, au Tchad ou au Japon. 
Mettant à profit leur armement spirituel, les travaux théologiques de plusieurs jésuites tels qu'Henri de Lubac, Jean Daniélou ou Karl Rahner préparent le concile Vatican II dans les années 1960.
Leur implantation en Amérique latine est marquée dans les années 1980 par une série d'assassinats, notamment au Salvador : Rutilio Grande le 12 mars 1977 ; et six prêtres jésuites, parmi lesquels le théologien Ignacio Ellacuría, le 16 novembre 1989, à l'université UCA, fondée par eux en 1965 et accueillant 8 000 étudiants.

## Enseignement

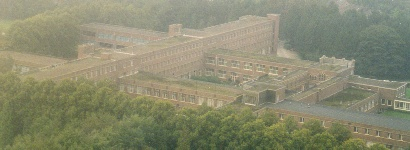
Le collège Saint-Joseph de Turnhout en Belgique.

Ignace de Loyola insiste pour que les membres de la Compagnie aient un bon niveau de culture générale. Très vite l'enseignement devient une activité importante : les jésuites produisent au cours des siècles un énorme travail de formation des élites dans leurs collèges et des écrits importants que ce soit dans le domaine de la Foi comme dans ceux des sciences ou de la réflexion socio-politique.
Dès la fin du XVIe siècle, ils sont condamnés par le Parlement de Paris pour un écrit de Mariana, un jésuite espagnol, qui publie en 1599 De Rege où est justifié le meurtre des rois tyranniques. Ainsi le précepte « Rendez à César ce qui est à César » n'est plus de mise : les jésuites descendent dans l'arène de la chose publique. Leurs prises de position — souvent à l'avant-garde — leur vaudront de sérieuses remontrances : comme dans l'affaire des « Missions » en Amérique latine (Réductions), dans l'affaire des « rites et du culte des ancêtres » en Chine ; et plus récemment avec les mises en garde adressées à Pierre Teilhard de Chardin pour ses perspectives théologico-scientifiques, ou aux partisans de la Théologie de la libération.

### En Europe
En 1548, à Messine (Sicile), s'ouvre la première maison de formation pour jeunes appelée « collège »: c'est le collège de Messine. En 1551, le Collège romain est ouvert, à Rome. À la mort du fondateur (1556), les jésuites dirigent 45 collèges ; en 1572 dans le Duché de Bar, est ouverte l'Université de Pont-à-Mousson. En 1580, il existe 144 collèges jésuites, dont 14 en France. L'expérience vécue dans les premiers collèges est codifiée en une sorte de charte de l'éducation : le Ratio Studiorum.
Dans les années 1740, les jésuites dirigent plus de 650 collèges en Europe, et ils ont la charge de 24 universités et de plus de 200 séminaires et maisons d'étude.

### En Amérique

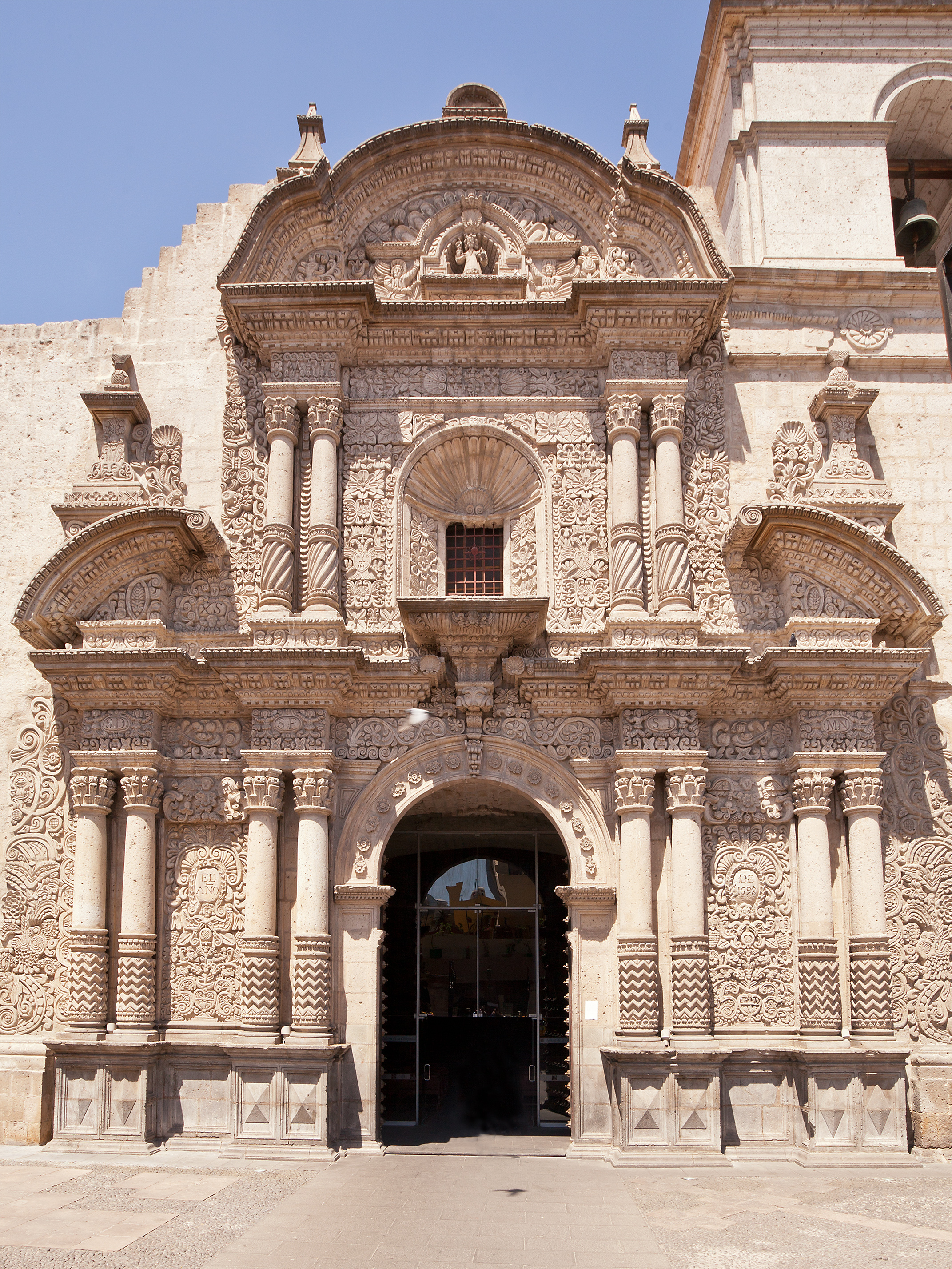
L'église jésuite d'Arequipa au Pérou.

La compagnie de Jésus fonde à Córdoba, en 1622, la première université en Argentine et, par la suite, différentes universités sur le continent.
Aux États-Unis, la tradition intellectuelle riche et diverse du catholicisme fait depuis longtemps partie intégrante de la vie académique de l'Université de Georgetown (États-Unis). Cette université de haut niveau continue à enrichir la vie intellectuelle de l'Église au moyen des nombreuses contributions de ses programmes, professeurs, et étudiants. La Société de Jésus a fait partie intégrante de l'université tout au long de son histoire. Alors que l'université et la communauté jésuite sont des entités distinctes et gouvernées séparément, elles sont unies par une longue tradition et un esprit commun d'apprentissage et de foi.
Les jésuites qui vivent et travaillent à l'université sont un signe visible de son engagement progressiste, dans la lignée de son héritage catholique jésuite. Le président John J. DeGioia a créé un séminaire jésuite pour des membres du conseil de l'administration et autres officiers supérieurs de l'université pour discuter spécifiquement de la tradition catholique et jésuite, et de l'association de la tradition avec la mission pédagogique, la diversité et les futures initiatives.

### Une opinion de Voltaire sur l'éducation qu'il avait reçue
Voltaire a écrit contre les jésuites à de nombreuses reprises. Néanmoins, en tant qu'ancien élève du collège Louis-le-Grand, où le père Charles Porée lui enseigna la rhétorique et sut l'encourager, Voltaire manifeste envers la Compagnie une certaine reconnaissance :

« J'ai été élevé pendant sept ans chez des hommes qui se donnent des peines gratuites et infatigables à former l'esprit et les mœurs de la jeunesse. Depuis quand veut-on que l'on soit sans reconnaissance pour ses maîtres ? Quoi ! il sera dans la nature de l'homme de revoir avec plaisir une maison où l'on est né, le village où l'on a été nourri par une femme mercenaire, et il ne serait pas dans notre cœur d'aimer ceux qui ont pris un soin généreux de nos premières années ? Si des jésuites ont un procès au Malabar avec un capucin, pour des choses dont je n'ai point connaissance, que m'importe ? Est-ce une raison pour moi d'être ingrat envers ceux qui m'ont inspiré le goût des belles-lettres, et des sentiments qui feront jusqu'au tombeau la consolation de ma vie ? Rien n'effacera dans mon cœur la mémoire du père Porée, qui est également cher à tous ceux qui ont étudié sous lui. Jamais homme ne rendit l'étude et la vertu plus aimables. Les heures de ses leçons étaient pour nous des heures délicieuses ; et j'aurais voulu qu'il eût été établi dans Paris, comme dans Athènes, qu'on pût assister à de telles leçons ; je serais revenu souvent les entendre. J'ai eu le bonheur d'être formé par plus d'un jésuite du caractère du père Porée, et je sais qu'il a des successeurs dignes de lui. Enfin, pendant les sept années que j'ai vécu dans leur maison, qu'ai-je vu chez eux ? La vie la plus laborieuse, la plus frugale, la plus réglée ; toutes leurs heures partagées entre les soins qu'ils nous donnaient et les exercices de leur profession austère. J'en atteste des milliers d'hommes élevés par eux comme moi ; il n'y en aura pas un seul qui puisse me démentir… »

— Lettre au père de Latour ; à Paris, le 7 février 1746.
Voltaire a écrit plusieurs fois au père Porée, dont une lettre du 15 janvier 1729 où se trouve cette formule :

« Vous m’avez appris à fuir les bassesses, à savoir vivre, comme à savoir écrire. »

### Une opinion de Pierre Larousse
La devise de la Compagnie, Ad maiorem Dei gloriam, dont les initiales AMDG servaient d'épigraphe à la plupart des livres qui émanaient d'elle, inspire ces propos à Pierre Larousse :

« Au temps où florissaient à Montrouge et à Saint-Acheul les maisons d'éducation de la Compagnie de Jésus, la célèbre devise jouait un rôle important dans la discipline. Le révérend père fouetteur (ceux qui ont été placés sous sa main pourraient l'attester) avait fait graver les quatre initiales sur le manche du terrible martinet. La gent écolière était fouettée ad majorem Dei gloriam, gloire dont elle se serait sans doute fort bien passée. »

## Situation présente

### Évolution

Comparaison des ordres masculins.

La Compagnie de Jésus est présente — à travers 84 « provinces », 5 « régions indépendantes » et 10 « régions dépendantes » — dans 112 pays et sur tous les continents. Avec ses 14 439 membres — dont 10 432 prêtres, 837 frères, 2 587 scolastiques et 583 novices — au 1er janvier 2022, c'est numériquement le plus important ordre religieux masculin intégré et le deuxième effectif religieux masculin au sein de l'Église catholique, juste derrière l'ensemble divisé des branches franciscaines, et devant les salésiens,.
Comme pour la plupart des ordres catholiques, leur nombre est en diminution : les jésuites étaient 36 000 en 1966 et encore 30 000 en 1973, 25 724 en 1984, 23 179 en 1994, 20 170 en 2004, 16 986 en 2013 et 14 439 en 2022. En perte de vitesse en Europe (3 386) et en Amérique du Nord (2 046), ils sont maintenant majoritairement répartis en Asie (3 955), en Amérique latine (1 859), en Afrique (1 712), en Asie-Pacifique (1 481). La Compagnie est également confrontée à la concurrence d'instituts religieux plus récents.
L'éducation demeure la principale activité des jésuites dont le nombre de missionnaires — 30 % de la Compagnie —, particulièrement en Asie et en Afrique, dépasse celui de tout autre ordre religieux, faisant des jésuites le premier ordre missionnaire mondial.
Le 13 mars 2013, le jésuite argentin Jorge Mario Bergoglio est choisi comme pape à l'issue du deuxième jour de conclave et prend le nom de François.
Le supérieur général actuel des Jésuites, élu par 36e congrégation générale d'octobre 2016, est le père Arturo Sosa, de nationalité vénézuélienne.

### Famille ignatienne
La « famille ignatienne » regroupe les différentes congrégations, communautés ou associations — tant religieuses que laïques — de spiritualité ignatienne mais relevant de statuts canoniques variables. Elles ont en commun la pratique des Exercices spirituels d'Ignace de Loyola. Leurs effectifs oscillent, selon les cas, de quelques dizaines de membres à plusieurs dizaines de milliers. Leur nom se réfère souvent au fondateur des jésuites ou à François Xavier.
Parmi ces communautés figure la Communauté de vie chrétienne (CVX), ses membres forment de petits groupes qui font partie de plus larges communautés au niveau régional et national, constituant ensemble une communauté mondiale. La CVX est présente dans 59 pays. Elle dispose à Rome d'un secrétariat international.
Le Mouvement eucharistique des jeunes (MEJ) est un mouvement ignatien. Il regroupe des jeunes âgés de 7 jusqu'à 20 ans qui suivent une formation basée sur la spiritualité ignatienne. Ce mouvement est présent dans plus de 80 pays.
Le réseau Magis (ex-réseau Jeunesse ignatien), fondé au début des années 1980, entend valoriser une pastorale ignatienne auprès de la jeunesse. Il est destiné aux jeunes de 18 à 35 ans.

### Publications
En France, la Compagnie publie régulièrement ses travaux dans plusieurs revues dont les plus connues sont Études, Christus et Projet. Elle est également active dans l'enseignement scolaire (dix-sept établissements dont le lycée Saint-Louis-de-Gonzague à Paris, l’externat Saint-Michel à Saint-Étienne où Saint-Joseph de Tivoli à Bordeaux) et supérieur (cinq établissements, dont les célèbres classes préparatoires du lycée privé Sainte-Geneviève à Versailles). Elle possède ses propres facultés de théologie et de philosophie, à Nairobi, Abidjan, Kinshasa (philosophie), Pune, New-Delhi, Manille, Tokyo, Berkeley, Londres, Bruxelles (théologie), Beyrouth, etc. En France ces facultés sont regroupées dans le Centre Sèvres, à Paris.
En Belgique, la Compagnie publie la Nouvelle Revue théologique. Elle possède ses propres facultés de théologie et de philosophie, dont l'Institut d’études théologiques.
En Inde, la revue théologique mensuelle Vidyajyoti journal of Theology.
Aux États-Unis, la Compagnie de Jésus publie depuis 1909 la revue hebdomadaire America, considérée comme modérée, voire libérale, dans ses prises de position au sein de l'Église catholique.

### Service jésuite des réfugiés
Fondé en 1980 par le Père Pedro Arrupe, le Service jésuite des réfugiés (JRS France) travaille dans 40 pays. Il a pour ambition d'accompagner, de servir et de défendre les droits des réfugiés ou des personnes déplacées contre leur volonté que ce soit à cause de conflits, de désastre humanitaire ou de violation des droits de l'homme.

## Jésuites célèbres

### Fondateurs
- Ignace de Loyola, supérieur général de l’ordre,
- François Xavier, missionnaire en Inde et au Japon.
- Pierre Favre, premier prêtre du groupe, apôtre en Allemagne.
- Jacques Lainez, théologien espagnol et deuxième général de la société de Jésus.
- Nicolás Bobadilla
- Simón Rodríguez de Azevedo
- Alonso Salmerón
- Claude Le Jay

### En philosophie et en théologie
- Francisco Suárez (1548-1617), théologien, considéré comme l'un des plus grands scolasticiens après Thomas d'Aquin, il inspira les réductions au Paraguay et les Méditations métaphysiques via ses Disputationes Metaphysicae.
- Pierre Canisius, (1521-1597), théologien, Docteur de l'Église
- Juan de Mariana (1536-1624), théologien, économiste et historien espagnol, défenseur du droit de résistance à l'oppression et du droit au tyranicide.
- Robert Bellarmin, (1542-1621), théologien, cardinal, Docteur de l'Église, protagoniste de l'affaire Galilée.
- Baltasar Gracián (1601-1658), écrivain et philosophe espagnol
- Louis Bourdaloue (1632-1704), théologien et prédicateur célèbre à la cour de Louis XIV
- François d'Aix de La Chaise, confesseur de Louis XIV pendant 34 ans.
- Le cardinal Henri de Lubac (1896-1991), théologien, auteur du Drame de l'humanisme athée, a joué un très grand rôle dans la préparation du concile Vatican II.
- Karl Rahner, (1904-1984), théologien allemand, influença beaucoup le concile Vatican II.
- Pierre Teilhard de Chardin, anthropologue et théologien français.
- Le cardinal Jean Daniélou, membre de l'Académie française.
- François Varillon, (1905-1978) écrivain, auteur de nombreux ouvrages qui sont devenus de grands succès spirituels.
- Gotzon Garate, (1934-2008), théologien, docteur en philosophie, philologue, linguiste et écrivain basque, célèbre professeur en langue basque dans l'Université commerciale jésuite de Deusto et défenseur de la langue basque.

### En sciences
De nombreux jésuites ont joué un rôle important dans les sciences, notamment en histoire naturelle, à l'image du plus prolifique d'entre eux, l’anthropologue Pierre Teilhard de Chardin et :
- François d'Aguilon (1567-1617), mathématicien, physicien, maître en optique et architecte
- Athanasius Kircher (1601 ou 1602-1680), esprit encyclopédique
- Gilles-François de Gottignies (1630-1689), mathématicien.
- Philippo Buonanni (1638-1725)
- Pierre-Noël Mayaud (1923-2006), géophysicien et historien des sciences

De nombreux jésuites sont partis dans des contrées lointaines où ils ont étudié la faune et la flore locale. C'est le cas de :
- Antonio de Andrada (1580-1634) au Tibet
- Jiří Josef Camel (1661-1706), botaniste morave, auquel est dédié le genre Camellia
- Juan Ignacio Molina (1740-1829), naturaliste chilien.
- Armand David (1826-1900), naturaliste ayant effectué plusieurs missions en Chine
- Ethelbert Blatter (1877-1934) en Inde.

### En économie
En Espagne, l'École de Salamanque, à partir de la théorie des droits naturels, proposa une théorie de la valeur, et justifia la propriété privée et la liberté des échanges. Ses auteurs principaux étaient des dominicains et des jésuites :
- Francisco de Vitoria (1483–1546)
- Martín de Azpilcueta (1493–1586)
- Domingo de Soto (1494–1560)
- Luis de Molina (1535–1600)

Cette tradition fut reprise par les économistes classiques français et l'École autrichienne.
- Leonardus Lessius (1554-1623), premier théologien à s'intéresser à l'éthique des affaires commerciales et bancaires.

### Missions et anthropologie
Dans le domaine de l'inculturation des Églises locales et la missiologie, il convient de citer :
- Les huit martyrs canadiens (le Québec de la Nouvelle-France)
- Matteo Ricci, missionnaire et scientifique, auteur de l'Histoire de l'expédition chrétienne au Royaume de la Chine.
- Antonio Ruiz de Montoya, missionnaire, linguiste et mystique, fondateur des "Reductions du Paraguay".
- Ferdinand Verbiest (1623-1688), astronome-missionnaire en Chine, réformateur du calendrier chinois.
- Antoine Thomas (1644-1709), astronome-missionnaire en Chine.
- Joseph-Marie Amiot, missionnaire et scientifique, partit en Chine et en ramena un traité.
- Michel-Joseph Bourguignon d'Herbigny (1880-1957), envoyé du pape en URSS
- Pierre Charles (1883-1954), philosophe, théologien et missiologue.
- Emmanuel de Breuvery (1903-1970), géographe, missionnaire en Chine, puis Chef de la section de l'Energie et des Ressources au Secrétariat de l'Organisation des Nations unies (ONU) (de 1955 à 1960).
- Eric de Rosny (1930), spécialiste de la médecine traditionnelle africaine et écrivain.

### Beaux-Arts et architecture
- Giuseppe Castiglione (1688-1766), premier peintre à la cour impériale. Il fut parmi les artistes préférés des Empereurs de la dynastie Qing qui le nommèrent en 1716 de son nom chinois.
- Giovanni Battista Gherardini, (1655-1723), premier peintre occidental à avoir peint dans la Cité impériale
- Pierre Huyssens (1577-1637), frère, architecte du baroque religieux des Pays-Bas.
- Daniel Seghers (1590-1661), frère, artiste-peintre spécialiste des compositions florales.
- Andrea Pozzo (1642-1709), frère, peintre, auteur des grandes fresques de l'église Saint-Ignace à Rome.
- Jacques Courtois (1621-1676), frère, peintre.
- Jean-Denis Attiret (1702-1768), peintre à la cour de l'empereur chinois Qianlong, portraitiste.

### Poésie et musique
- Domenico Zipoli (1688-1726), musicien baroque italien, premier à s'installer sur le Nouveau Continent.
- Gerard Manley Hopkins (1844-1889), grand poète anglais.
- Aimé Duval dit le Père Duval (1918-1984), surnommé le « Brassens en soutane », chanteur (auteur-compositeur) à succès dans les années 1950-1960.

### Littérature chrétienne pour la jeunesse
- Francis Finn (1859-1928), écrivain américain à succès, spécialisé dans les ouvrages destinés à la jeunesse.
- Jón Sveinsson (1857-1944), écrivain islandais, créateur de 'Nonni'.

## Les Jésuites dans la culture

### Romans
- Le Vicomte de Bragelonne, roman d’Alexandre Dumas, voit Aramis devenir général des jésuites.
- Le Juif errant, roman d’Eugène Sue, relate les intrigues menées par les jésuites pour s’emparer d’un fabuleux héritage.
- Candide, conte philosophique de Voltaire, retrouve au Paraguay le fils du baron de Thunder-ten-tronckh et frère de Cunégonde, devenu jésuite.
- Portrait de l'artiste en jeune homme, roman de James Joyce, dépeint Stephen Dedalus faisant ses études chez les jésuites, à Clongowes Wood College.
- AMDG, roman de Ramón Pérez de Ayala, décrit les jésuites sur un mode satirique.
- La Montagne magique, roman de Thomas Mann, met en scène le jésuite Naphta.
- Le Tigre bleu, roman de Alfred Döblin, met en scène le choc culturel entre les jésuites et les amérindiens en Amérique du Sud (au Brésil et en particulier autour de la région de São Paulo).
- Silence (roman) de Shūsaku Endō illustre le drame de conscience vécu par des missionnaires jésuites au Japon du XVIIe siècle qui, lors des graves persécutions antichrétiennes, sont contraints d’être témoins des tortures infligées à leurs ouailles.
- Le Guépard, roman de Giuseppe Tomasi di Lampedusa, voit apparaître le confesseur de Fabrizio Salina : le père jésuite Pirrone (interprété par Romolo Valli dans le film de Luchino Visconti).
- L'Exorciste, roman de William Peter Blatty et film de William Friedkin, met en scène des jésuites.
- Là où les tigres sont chez eux, roman de Jean-Marie Blas de Roblès, accorde une place importante à un journal (fictif) de Athanasius Kircher et à Gaspar Schott.
- L'Île du jour d'avant, roman d’Umberto Eco, s’inspire de Gaspar Schott pour le personnage du père Caspar Robin.
- Katarina, le paon et le jésuite (2000), roman de Drago Jančar.
- Moi, Jeronimo Lobo ou le voyage extraordinaire d'un jésuite en Abyssinie au XVIIe siècle, roman de Gérard Geist, éditions L'Harmattan, Paris, 2019.
- Le moineau de Dieu, roman de Mary Doria Russell, met en scène plusieurs jésuites qui dirigent une mission vers une planète pour y trouver des extraterrestres.
- Pour la plus grande gloire de Dieu, roman de Morgan Sportès, Editions du Seuil, sur le rôle des jésuites dans la tentative de conquête du Siam par Louis XIV.

### Films
- Mission, film britannique de Roland Joffé, palme d'or du Festival de Cannes, 1986.
- Robe noire, film canadien et australien de Bruce Beresford, prix Génie du meilleur film, 1991.
- Shogun, feuilleton télévisé américano-japonais de Jerry London en dix épisodes de 60 minutes, d'après le roman de James Clavell, NBC, 1980.
- Parole et Utopie, film portugais de Manoel de Oliveira, 2000.
- L'Homme au masque de fer, film américain/britannique de Randall Wallace, 1998. Le film mentionne les jésuites avec Aramis en tant que général de la Compagnie[71].
- Silence, film japonais de Masahiro Shinoda réalisé en 1971, d'après le roman historique Silence de Shūsaku Endō, prix Tanizaki en 1966.
- Silence, film historique américano-mexicano-taïwanais réalisé par Martin Scorsese, sorti en 2016, d'après le roman historique de Silence (roman) de Shūsaku Endō (1966).

### Musique et opéra
- En France Marc-Antoine Charpentier fut au service des Jésuites pendant dix ans. Il composa à leur demande deux opéras, David et Jonathas H 490 et Celse martyr (perdu), ainsi qu'un grand nombre d'œuvres de circonstance à grand effectif. Son successeur est Henri Desmarest en 1693. En Italie, Carissimi (maître de Charpentier lors de son séjour à Rome), mais aussi Palestrina, Victoria ont été au service des Jésuites.
- Domenico Zipoli, un jésuite italien, est le grand compositeur musical des Réductions jésuites d’Amérique du Sud. Il composa pour la fête de la Saint Ignace une messe de Saint Ignace et des vêpres de Saint Ignace.

#### Sources primaires
- Defonso(Il) de Andrade. Operarius 1648 ; règles que doivent suivre les missionnaires jésuites.
- Jean-Pierre Camus. Missions ecclésiastiques 1643 ;
- Joseph de Jouvancy. Historiae Societatis Iesu pars Quinta Rome, 1710. 436 p ;

Témoignage des jésuites en Méditerranée qui confessent dans la langue vernaculaire.
- Lunig. Theatrum ceremoniale historico-politicum 1719-1720 ;

Traite des méthodes d’évangélisations très théâtrales des jésuites dans les missions.
- Albertus Miraeus. Notitia Episcopatum Orbis Christiani Sive codex provincialis romanus, 1610 ;

Premier statisticien et premier géographe des missions.
- Joseph de Guibert, sj, La Spiritualité de la Compagnie de Jésus, BIHSI, Rome, 1953
- Jules Michelet et Edgar Quinet, Des Jésuites, [lire en ligne]

#### Ouvrages contemporains
- Dominique Bertrand, sj, La Politique de saint Ignace de Loyola, préface de Pierre Chaunu, Le Cerf, 1982
- Jean-Yves Calvez, sj, Traversées jésuites, Cerf, 2009
- Pierre Chaunu, Église, culture et société ; Réforme et Contre-Réforme, SEDES, 1984
- François de Dainville, L'Éducation des jésuites (XVIe – XVIIIe siècles), Éd. de Minuit (« Le sens commun »), 1978  (ISBN 2-7073-0222-8)
- Jean-Claude Dhôtel et Henri Madelin, sj, Histoire des jésuites en France, Desclée de Brouwer, 1991  (ISBN 2-220-03188-8)
- Pierre-Antoine Fabre (dir.) et Benoist Pierre (dir.), Les Jésuites : Histoire et dictionnaire, Bouquins, coll. « La Collection », 2022 (ISBN 978-2-38292-310-8)
- Pierre-Antoine Fabre, Patrick Goujon et Martín M. Morales (dir.), La Compagnie de Jésus des Anciens Régimes au monde contemporain (XVIIIe – XXe siècles), Institutum Historicum Societatis Iesu, École française de Rome, 2020
- Étienne Fouilloux et Bernard Hours (dir.), Les Jésuites à Lyon, XVIe – XXe siècles (Scolasticat de Fourvière), éd. École normale supérieure, 2005, présentation en ligne
- Luce Giard; Louis de Vaucelles (éds.). Les Jésuites à l’âge baroque (1540-1640). Actes du colloque de Chantilly (juin 1991), Jérôme Million, 1996. 291 p.
- Luce Giard (ed.) Les jésuites à la Renaissance. Système éducatif et production du savoir. Paris, PUF 1995
- Alain Guillermou et Karl Rahner, sj, Les Jésuites, spiritualité et activités, Beauchesne, 1974
- Alain Guillermou, Les Jésuites, PUF, coll. « Que sais-je ? », 1999  (ISBN 2130443346)
- Christopher Hollis, Histoire des jésuites, Fayard, 1969
- Bernard Hours, Histoire des ordres religieux, Paris, Presses universitaires de France, coll. « Que sais-je ? », 2012, 127 p. (ISBN 978-2-13-058421-6, présentation en ligne)
- Jean Lacouture, Jésuites, 2 vol., Seuil, 1991 et 1992 :  (ISBN 2-02-012213-8) (t. 1, éd. brochée) ;  (ISBN 2-02-014407-7) (éd. complète) ;  (ISBN 2-02-013714-3) (t. 1, éd. reliée) ;  (ISBN 2-02-014408-5) (éd. complète)
- Philippe Lécrivain, sj, Les Missions jésuites : Pour une plus grande gloire de Dieu, Gallimard, « Découvertes », 2005
- Philippe Lécrivain, sj, Les Jésuites, Eyrolles, 2013
- Karl Rahner, sj, L'Esprit ignatien : Écrits sur les Exercices et sur la spiritualité du fondateur de l'Ordre, Cerf, 2016  (ISBN 9782204101110)
- André Ravier, sj, Ignace fonde la Compagnie de Jésus, Desclée de Brouwer, 1974
- Alain Woodrow et Albert Longchamp, Les Jésuites : histoire de pouvoirs, Jean-Claude Lattès, 1984  (ISBN 2010181107)
- Jésuites : des hommes aux frontières, ouvr. coll., préface de Jean Lacouture, introduction par François Euvé sj, Étvdes hors-série, 2013
- Lettres édifiantes et curieuses des jésuites de l'Inde au dix-huitième siècle, recueil de textes d'Isabelle Vissière et Jean-Louis Vissière, illustre la découverte et la construction de l'altérité par des jésuites à l'époque moderne, Université de Saint-Etienne, 2000
- S. J. John W. O’Malley, Les Premiers jésuites, 1540-1565, Paris, Desclée de Brouwer, Montréal (QC), Bellarmin, (coll.“Christus“, n°88),1999.

#### Articles
- François de Dainville, « L'enseignement des mathématiques dans les Collèges Jésuites de France du XVIe au XVIIIe siècle », dans Revue d'histoire des sciences, 1954, tome 7, no 1, p. 6-21, no 2, p. 109-123
- Jean Delumeau, « Jésuites », article de l'Encyclopædia Universalis
- Dominique Deslandres. « Des ouvriers formidables à l’enfer. Épistèmes et missions jésuites au XVIIe siècle », Mélanges de l’École française de Rome. Volume 111, 1999.
- Dominique Deslandres. « Les missions françaises intérieures et lointaines, 1600-1650. Esquisse géo historique », Mélanges de l’École française de Rome. Volume 109, 1997. pp. 505-538.
- Bernard Dompnier. « L'activité missionnaire des jésuites de la province de Lyon dans la première moitié du XVIIe siècle : essai d'analyse des catalogi », Mélanges de l’École française de Rome. Volume 97, 1985. pp. 941-959.
- Bernard Dompnier. « La France du premier XVIIe siècle et les frontières de la mission », Mélanges de l’École française de Rome. Volume 109, 1997, pp. 621-652.
- Revue d’histoire de l’Église de France, tome 86, no 217, 7 décembre 2000. Actes du colloque de Rennes du 15-17.1999. 824 p.
- Jean-Pascal Gay, « Comment on devient (ou pas) un grand théologien. Parcours de carrière dans la province de Lyon au XVIIe siècle », Mélanges de l'École française de Rome. Italie et Méditerranée modernes et contemporaines, nos 131-1,‎ 2020, p. 121-134 (lire en ligne)
- Luce Giard, « Au premier temps de la Compagnie de jésus: du projet initial à l'entrée dans l'enseignement », Étienne Ganty et alii, Tradition jésuite. Enseignement, spiritualité, mission, Namur-Bruxelles, Presses universitaires de Namur - Éditions Lessius, 2002, p. 11-45.
- Bernadette Majorana, « Une pastorale spectaculaire. Missions et missionnaires jésuites en Italie (XVIe siècle-XVIIe siècle) », Annales, 2002, no 2, pp. 297-320. [lire en ligne]
- Bernard Pardonnat. « De la spiritualité à la pédagogie : l’expérience des jésuites », in AYANZINI (dir.), Pédagogie chrétienne, pédagogues chrétiens. Actes du colloque d’Angers des 28-29-30 septembre 1995. Éditions Dom Bosco, 1996. pp. 99-106.
- Émile Poulat « Le répertoire des visites pastorales de la France », Archives des sciences sociales des religions. Volume 53. 1982.
- Antonella Romano, « Modernité de la Ratio studiorum (Plan raisonné des études): genèse d'un texte normatif et engagement dans une pratique enseignante », Étienne Ganty et alii, Tradition jésuite. Enseignement, spiritualité, mission, Namur-Bruxelles, Presses universitaires de Namur - Éditions Lessius, 2002, p. 47-83.
- Joachim Schmiedl, «Orden als transnationale Netzwerke der katholischen Kirche», European History Online, Institute of European History (en), Mayence 2011, consulté le 21 février 2013.
- Jean Séguy. « Les jésuites Spiritualité et activités jalon d’une histoire », Archives des sciences sociales des religions, vol. 40, 1975, pp. 231-233..
- Pierre Delattre, Les établissements des jésuites en France depuis quatre siècles, Répertoire topo bibliographique, T.3, fasc.12, col.1101-1258, 1949.
- Isabelle Turcan, Jésuites et dictionnaire : promenade lexicographique parmi les volumes de la collection des Fontaines, Revue de la bibliothèque de Lyon, premier semestre de 2003, no 6.
- Carlos Sommervogel, Bibliothèque de la Compagnie de Jésus, Heverté-Louvain, bibliothèque jésuite, collège philosophique et théologique, 1960.
- Augustin et Alois de Backer, Bibliothèque des écrivains de la compagnie de Jésus, ou Notices bibliographiques, imprimerie de L. Grandmont-Donders, Liège, 1854 (lire en ligne)

#### Autres langues
- (en) William Bangert, A History of the Society of Jesus, Institute of Jesuit Sources, 1986  (ISBN 0-912422-74-2)
- (en) James Brodrick, sj, The Origin of the Jesuits, Loyola Press, rééd. 1997  (ISBN 0-8294-0930-0)
- (en) James Brodrick, sj, The Progress of the Jesuits, 1556-79, Loyola Press, 1986  (ISBN 0-8294-0523-2)
- (en) Harro Höpfl, Jesuit Political Thought : the Society of Jesus and the State, c. 1540–1630, Cambridge University Press, 2004  (ISBN 0-521-83779-0).
- (en) Eric Nelson, The Jesuits and the Monarchy, Missouri State University, 2005  (ISBN 978-0-7546-3888-9).
- (en) John O'Malley, sj, The First Jesuits, Harvard University Press, 1993  (ISBN 978-0-674-30313-3)
- (en) John O'Malley (dir.), The Jesuits : Cultures, Sciences and the Arts, 1540-1773 ; t. 1, 1999 ; t. 2, 2006, Toronto University Press
- (en) Thomas Worcester (éd.), The Cambridge Companion to Jesuits, Cambridge, Cambridge University Press, 2008, 361 p. (ISBN 978-0-521-67396-9)
- (en) Agustín Udias, Searching the Heavens and the Earth: The History of Jesuit Observatories (Astrophysics and Space Science Library), Berlin, Springer, 2003  (ISBN 1-4020-1189-X)